# 草加市
草加市（そうかし）は、埼玉県の南東部に位置する市。施行時特例市に指定されている。
人口は約25万人。さいたま市、川口市、川越市、所沢市、越谷市に次いで県内6位の人口を有する。旧北足立郡。1958年（昭和33年）市制施行。

## 概要
草加松原や草加せんべいで知られる。江戸時代、日光街道で江戸から2つ目の宿場町である草加宿として栄え、その周辺部は水田地帯で稲作が盛んであった。
戦後当初は5万人にも満たなかったが、高度経済成長期における1963年に当時東洋一のマンモス団地と言われた松原団地の造成や、東武伊勢崎線（東武スカイツリーライン）と営団地下鉄（現東京メトロ）日比谷線の相互直通運転開始により人口が爆発的に増大し、急激な都市化が進行した。
また、東武伊勢崎線は2003年3月19日からは半蔵門線・東急田園都市線との相互直通運転も開始され、都心への利便性が更に向上している。
都営日暮里・舎人ライナーの開通に伴い、遊馬町、柳島町などの市西部の最寄り駅は、見沼代親水公園駅（足立区）である。
毛長川を隔てて南側を東京都足立区と接しており、東京に通勤・通学する、いわゆる「埼玉都民」が多く、市内の広範に住宅地が広がる。
自動車での移動も、以前からあった南北を結ぶ国道4号に加えて、東京外環自動車道やその高架下を利用した国道298号も開通し、東西の移動が格段に向上した。
中心市街地（草加駅周辺）は、都心まで約15キロメートル、南部の谷塚では約10キロメートルという立地にありながら宿場町の面影を残す住宅地である。交通不便な市北東部以外は宅地化が進み、今後大規模な開発を行う余地が無いため、松原団地の建て替え事業（コンフォール松原）や草加宿を中心とした都市計画「今様草加宿」が進められている。2000年に彩の国中核都市に指定、2004年に特例市に移行した。

## 市勢
- 面積：27.46km2
- 総人口：250,225人
  - 男性：126,603人
  - 女性：123,622人
- 世帯数：120,033世帯
- 年間増加数：580人
- 年間増加率：0.23%
- 平均年齢：45.5歳

（2021年（令和3年）1月1日現在）
出典：草加市の人口

## 地理

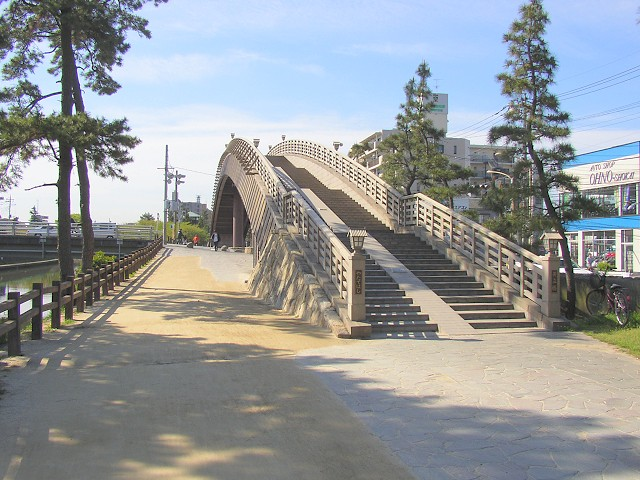
矢立橋

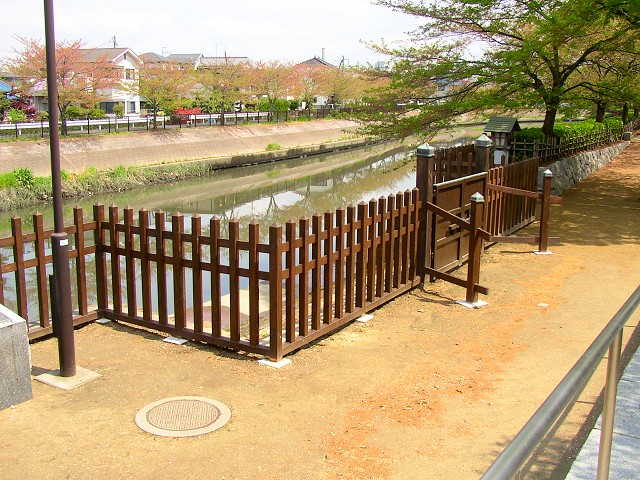
札場河岸跡

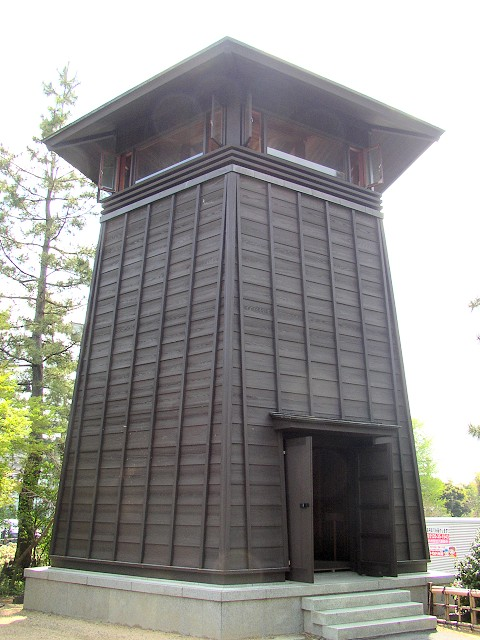
望楼

- 関東平野のほぼ中央部に位置し、市域の大部分が自然堤防による微高地とその後背湿地からなる低地であり、海抜は約3メートルほどである[2]。そのため、集落は微高地に形成され、後背湿地は水田として利用されてきた。市内には綾瀬川をはじめ多くの河川が存在するために、江戸時代より各種の治水対策が施されてきたが、昭和40年代以降の急激な人口増、水田の宅地化により保水力が損なわれ、洪水に悩まされることになった。しかしながら、東京外環自動車道とともに計画された綾瀬川放水路の完成以降は、大規模洪水は激減した。 しかし、いまだに水害は多く市内の小中学校では避難方法などの教育活動が熱心に行われる。
- 綾瀬川右岸の砂地に発達した土地であり、砂地を意味する「ソガ」が草加となったという説が有力である。
- 市南部の毛長川沿いの自然堤防上には弥生時代終末期から古墳時代前期のものと思われる古墳群が存在する。
- 草加駅東側は丸井、イトーヨーカドーを核として構成する都市再開発ビル群であるアコスや、西友といった大型商業施設がある一方、草加宿を中心とした商店街も広がり、江戸時代の面影を残す。駅西側は閑静な住宅街が広がり、埼玉都民のベッドタウンとしての一面を見せる。
- 市域の中央部は宅地化が進んでいるものの、一部に農地や屋敷林も残されている。
- 旧日光街道沿いにある「草加松原」、そして「百代橋」「矢立橋」は草加のシンボル。かつて舟運で隆盛を極めた綾瀬川、札場河岸。現在は舟着き場の石段を復元した公園として整備され、五角形の望楼のほか、この地を訪れた松尾芭蕉の像や高浜虚子、正岡子規の句碑なども建てられている。
- 東武伊勢崎線獨協大学前駅西口には、竣工当時「東洋一」と言われた松原団地が、旧日本住宅公団により造成されている。東西の長さは、獨協大学前駅から国道4号草加バイパスまで約1キロメートルあるマンモス団地である。しかし、建築から相当年数が経ち、建物の老朽化も著しいため、都市再生機構 (UR) により解体、再開発が行われている。
- 河川：綾瀬川、中川、古綾瀬川、伝右川、毛長川、辰井川、葛西用水路、八条用水、綾瀬川放水路、千疋幹線排水

## 歴史

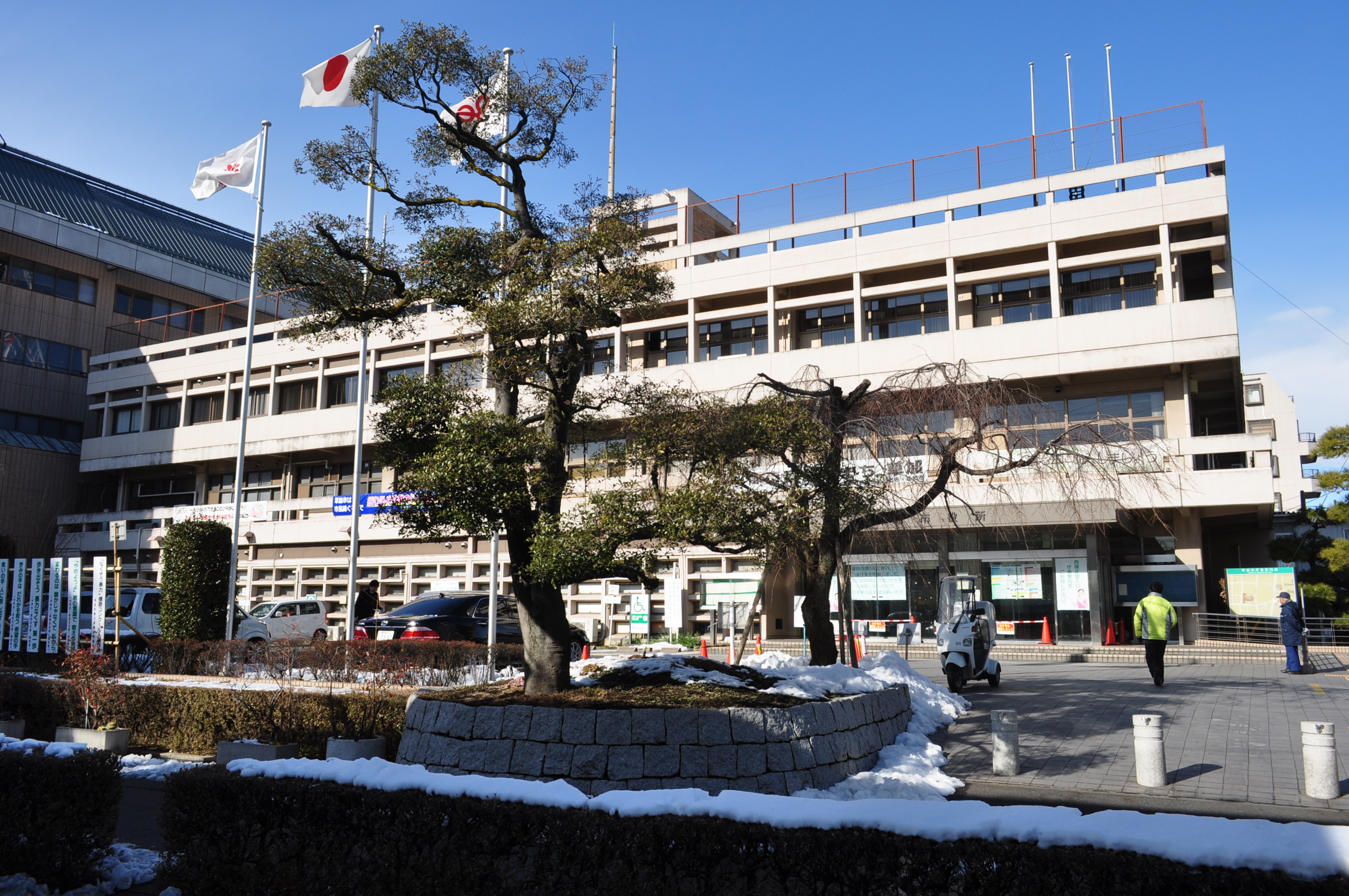
旧草加市役所本庁舎

- 古墳時代前期（およそ250年 - 400年）頃 - 草加市では遅くとも古墳時代前期には人の定住が始まっており、当時の遺跡として東地総田遺跡[3]や谷塚古墳群等が残っている。
- 1221年 - 北条義時、承久の乱の戦勝を祝して武蔵国矢古宇郷（現在の草加市周辺）の郷司職50余町（約50ha）を鶴岡八幡宮に寄進する（「吾妻鏡」）。
- 1573年 - 地名『草加』の初見。（八潮市「持昌院文書ほか」）
- 1603年 - 草加地域の大半が江戸幕府直轄領となる。
- 1630年 - 江戸幕府、正式に草加宿を伝馬宿として認める（草加は日光道中の宿場町になる）。
- 1869年（明治2年）1月28日 - 武蔵知県事・河瀬秀治の管轄区域をもって小菅県が発足。小菅県の管轄となる。
- 1871年（明治4年）11月14日 - 浦和県・忍県・岩槻県の3県が合併して埼玉県が誕生。草加市域も埼玉県の管轄となる。
- 1879年（明治12年） - 足立郡の区域をもって行政区画としての北足立郡が発足。郡役所は浦和宿に設置。
- 1889年（明治22年）4月1日 - 町村制が施行され、南草加村・北草加村・谷古宇村・宿篠葉村（しゅくしのはむら）・吉笹原村・東立野村（ひがしたてのむら）・原島村（ばらじまむら）・与左衛門新田・弥惣右衛門新田・庄左衛門新田・太郎左衛門新田が合併し、北足立郡草加町が成立する。
- 1913年（大正2年） - 電灯が使用可能になる[4]。
- 1955年（昭和30年）
  - 1月1日 - 草加町・谷塚町（やつかまち）・新田村が合併し、草加町となる。
  - 8月1日 - 南埼玉郡川柳村（かわやぎむら）を編入する。
  - 11月3日 - 旧川柳村の5つの大字のうち、伊原・上谷（うわや）・麦塚が草加町から分離し、越谷町に編入される（青柳と柿木は草加町側に残る）。
- 1956年（昭和31年）9月28日 - 南埼玉郡八条村のうち、立野堀が編入される。
- 1957年（昭和32年）5月1日 - 旧安行村の花栗・苗塚・北谷（一部）・原（一部）・小山（一部）が川口市から分離し、草加町に編入される。
- 1958年（昭和33年）11月1日 - 市制施行により、草加市となる。これに伴い、市内の大字を廃し、町名・町域変更が行われる。
  - 彦右衛門新田 → 両新田西町
  - 市右衛門新田 → 両新田東町
  - 上谷塚 → 谷塚上町
  - 中谷塚 → 谷塚仲町
  - 下谷塚 → 谷塚町
  - 東遊馬 → 遊馬町
  - 原島 → 西町
  - 南草加、東立野、庄左衛門新田（一部） → 氷川町
  - 吉笹原 → 吉町
  - 谷古宇 → 手代町、松江町、東町
  - 宿篠葉 → 神明町へ編入
  - 北草加、与左衛門新田、弥惣右衛門新田、太郎左衛門新田、庄左衛門新田（一部） → 栄町
  - 立野堀 → 稲荷町
  - 九左衛門新田 → 旭町
  - 善兵衛新田 → 新善町
  - 金右衛門新田 → 金明町
  - 清右衛門新田 → 清門町
  - 長右衛門新田 → 長栄町
  - 新兵衛新田 → 新栄町
  - 槐戸 → 八幡町
  - 東中曽根 → 中根町
  - 篠葉 → 弁天町
  - 南青柳 → 青柳町
- 1965年（昭和40年） - 豪商浅古家（大和屋浅古質店）が所有する土地の一部を取得し、現市庁舎を建設する。
- 1967年（昭和42年） - 埼玉県草加保健所が設置される。
- 1968年（昭和43年） - 越谷市大字麦塚、大字千疋のそれぞれ極僅かな地域（麦塚：小字東、新田前耕地、蔵屋敷耕地、笹塚、山城耕地の各一部、千疋：小字九升田、庄権の各一部）を編入。（現在、越谷市では麦塚は川柳町（かわやなぎちょう）、千疋は東町（あずまちょう）と町名変更され地名が消滅してしまっているが、草加市に編入された部分の一部は、かなり狭小で無人の地区であるものの、柿木町内の一地区名として残っている。ちなみにこの千疋は、東京都中央区日本橋にある「千疋屋総本店」の屋号の由来となった創業の地である。）
- 1970年（昭和45年） - 選挙違反をめぐるリコール署名運動がきっかけで市議会が解散、同年11月15日に出直し選挙が行われた。前議員17人、新議員13人、元議員1人が当選し、顔ぶれが半数近く入れ替わった[5]。

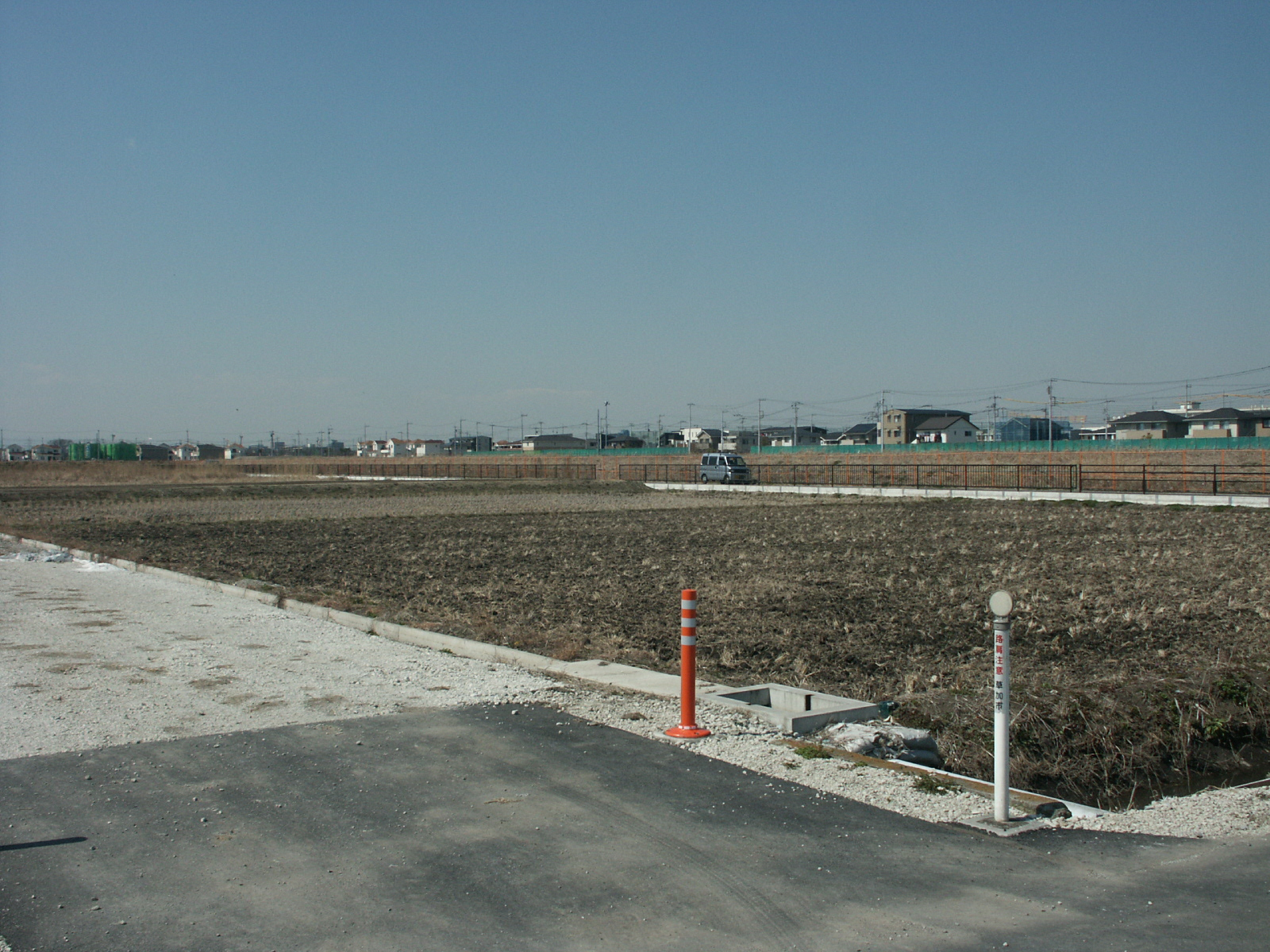
草加市千疋地区（写真奥は越谷市レイクタウン６丁目の住宅街）

- 1986年（昭和61年）4月1日 - 市町村防災行政無線運用開始（当時の夕方のチャイムは「夕焼け小焼け」）。
- 1990年（平成2年）4月1日 - 防災行政無線の夕方のチャイム「想い出はいつも」放送開始。
- 2004年（平成16年）4月1日 - 特例市へ移行。
- 2007年（平成19年）4月1日 - 防災行政無線放送等変更。
- 2008年（平成18年）
  - 埼玉県草加保健所が越谷保健所及び吉川保健所と統合し、埼玉県越谷保健所草加分室に再編される。
  - 9月1日 - 防災行政無線の子供の見守り放送開始。
- 2010年（平成22年） 
  - 埼玉県越谷保健所の再編が行われ、越谷保健所草加分室が埼玉県草加保健所に再度再編される。
  - 4月1日 - 埼玉県越谷児童相談所草加支所が開設される。
- 2015年（平成27年）10月1日 - 草加市消防本部と八潮市消防本部が統合し「草加八潮消防組合」が設立される。
- 2016年（平成28年）
  - 4月1日 - 草加八潮消防組合の業務が開始される。
  - 10月3日 - 防災行政無線のデジタル化更新により、防災行政無線放送等変更。
- 2019年（平成31年）4月1日 - 児童相談所の機能強化に伴い、埼玉県越谷児童相談所草加支所が埼玉県草加児童相談所となる。
- 2023年（令和5年）5月8日 - 市役所新庁舎がオープン[6]。
- 2025年（令和7年）1月28日 - 埼玉県八潮市道路陥没事故が発生。市は下水道の使用を制限するよう呼びかけた[7]。

## 人口
| |                                        |  |
| 草加市と全国の年齢別人口分布（2005年） | 草加市の年齢・男女別人口分布（2005年） |  |
| ■紫色 ― 草加市 ■緑色 ― 日本全国 | ■青色 ― 男性 ■赤色 ― 女性              |  |
| 草加市（に相当する地域）の人口の推移 \| 1970年（昭和45年） \| 123,269人 \| \| \| 1975年（昭和50年） \| 167,177人 \| \| \| 1980年（昭和55年） \| 186,618人 \| \| \| 1985年（昭和60年） \| 194,205人 \| \| \| 1990年（平成2年） \| 206,132人 \| \| \| 1995年（平成7年） \| 217,930人 \| \| \| 2000年（平成12年） \| 225,018人 \| \| \| 2005年（平成17年） \| 236,316人 \| \| \| 2010年（平成22年） \| 244,062人 \| \| \| 2015年（平成27年） \| 247,034人 \| \| \| 2020年（令和2年） \| 248,304人 \| \| |                                        |  |
| 総務省統計局 国勢調査より |                                        |  |
| 1970年（昭和45年） | 123,269人                              |  |
| 1975年（昭和50年） | 167,177人                              |  |
| 1980年（昭和55年） | 186,618人                              |  |
| 1985年（昭和60年） | 194,205人                              |  |
| 1990年（平成2年） | 206,132人                              |  |
| 1995年（平成7年） | 217,930人                              |  |
| 2000年（平成12年） | 225,018人                              |  |
| 2005年（平成17年） | 236,316人                              |  |
| 2010年（平成22年） | 244,062人                              |  |
| 2015年（平成27年） | 247,034人                              |  |
| 2020年（令和2年） | 248,304人                              |  |

## 行政

### 市長
- 山川百合子（2022年10月29日就任、1期目）

歴代市長
| 代        | 氏名       | 就任日         | 退任日         | 備考                           |
| --------- | ---------- | -------------- | -------------- | ------------------------------ |
| 初 - 3代  | 牛山信吉   | 1958年11月1日  | 1967年2月17日  |                                |
| 4代       | 池田岩松   | 1967年2月18日  | 1971年2月17日  |                                |
| 5代       | 黒沢春雄   | 1971年2月18日  | 1973年8月22日  | 事故にて任期中に逝去           |
| 6代       | 鈴木繁     | 1973年10月14日 | 1977年10月13日 |                                |
| 7 - 10代  | 今井宏     | 1977年10月14日 | 1993年6月24日  | 衆院選出馬のため辞職           |
| 11 - 12代 | 小澤博     | 1993年8月9日   | 2001年8月7日   |                                |
| 13 - 15代 | 木下博信   | 2001年8月8日   | 2010年10月27日 | 再度の不信任決議可決により失職 |
| 16 - 17代 | 田中和明   | 2010年12月13日 | 2018年10月28日 | 満期日を繰上げして退任         |
| 18代      | 浅井昌志   | 2018年10月29日 | 2022年10月28日 |                                |
| 19代      | 山川百合子 | 2022年10月29日 |                |                                |

### 主な公共施設
- 草加市立病院
- 谷塚サービスセンター
- 松原サービスセンター
- 新田サービスセンター
- 環境業務センター
- 勤労福祉会館
- 勤労青少年ホーム
- スポーツ健康都市記念体育館
- 市民体育館
- 市民温水プール
- 市営総合運動場
- 歴史民俗資料館
- 中央図書館
- 草加市立中央公民館
- 原町コミュニティーセンター
- 瀬崎コミュニティーセンター
- 稲荷コミュニティーセンター
- 氷川コミュニティーセンター
- 八幡コミュニティーセンター
- 柳島コミュニティーセンター
- 谷塚ふれあいセンター
- 川柳文化センター

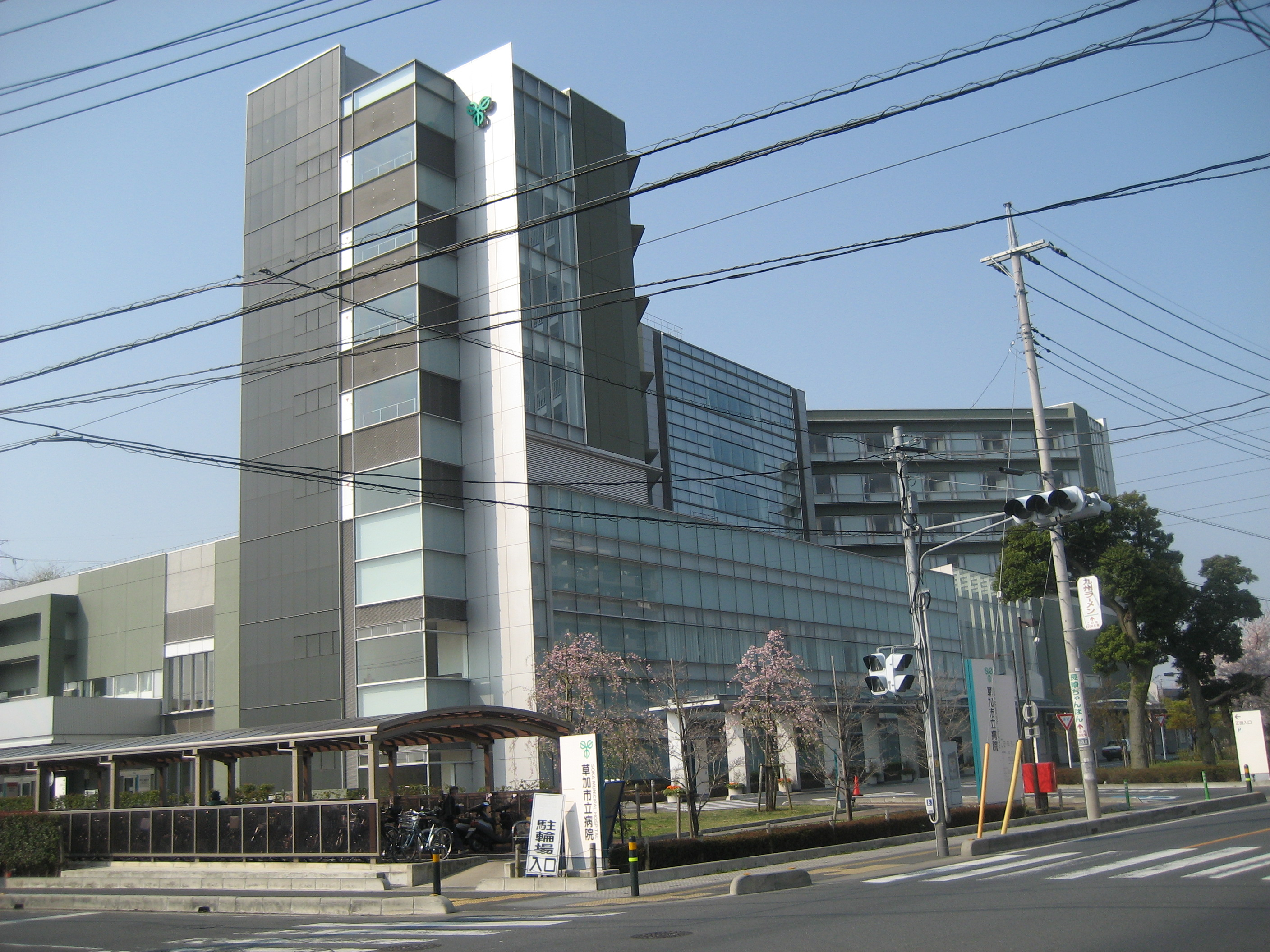
草加市立病院

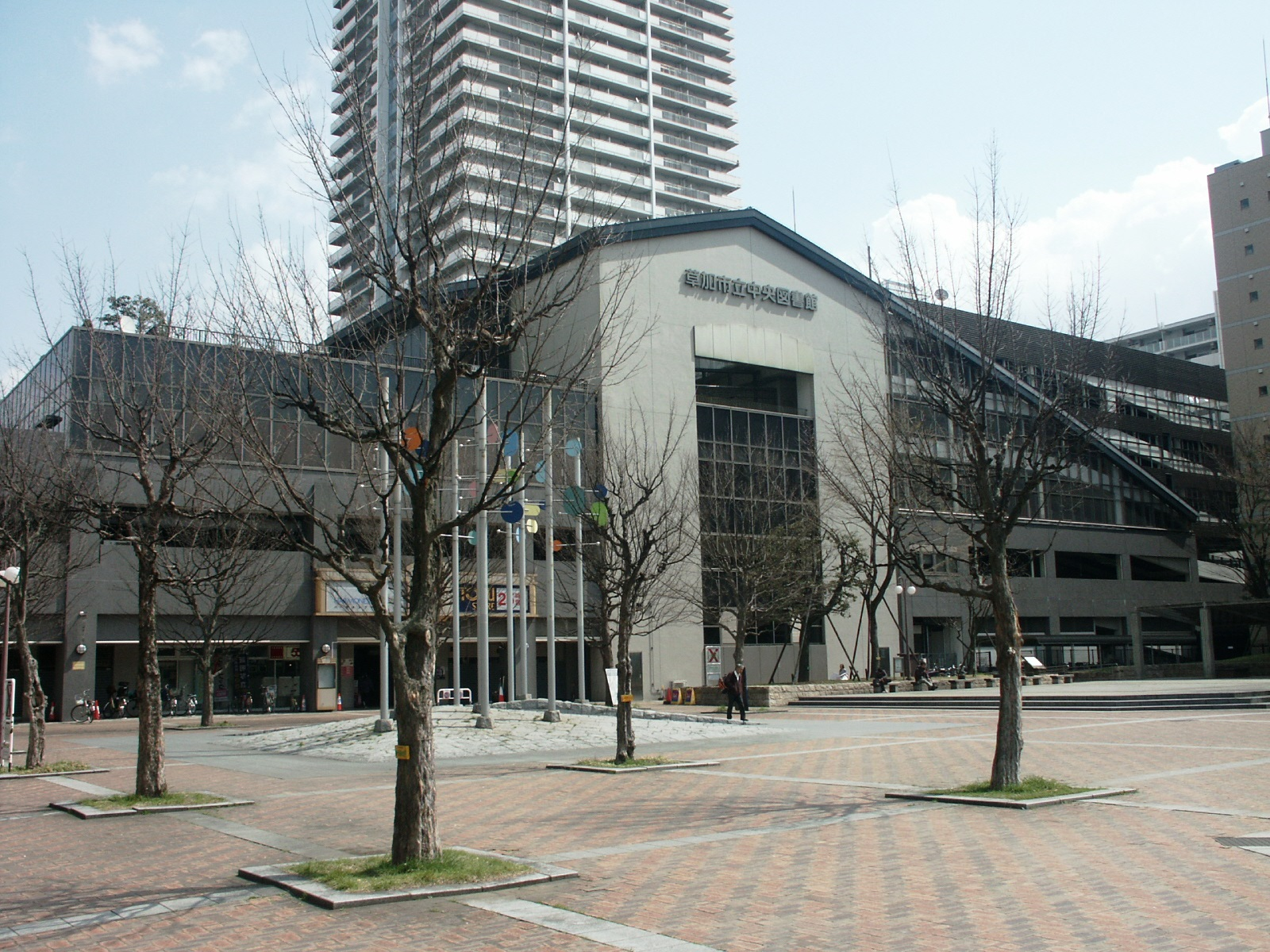
草加市立中央図書館

- 奥日光自然の家 - 栃木県日光市、草加市の保養施設

### 国の出先機関
- 法務省さいたま地方法務局草加出張所
- 国土交通省関東地方整備局北首都国道事務所
- ハローワーク草加（草加公共職業安定所）

### 県の出先機関
- 草加保健所
- 草加児童相談所
- 越谷県土整備事務所神明排水機場
- 埼玉県企業局柿木浄水場（工業用水専用）

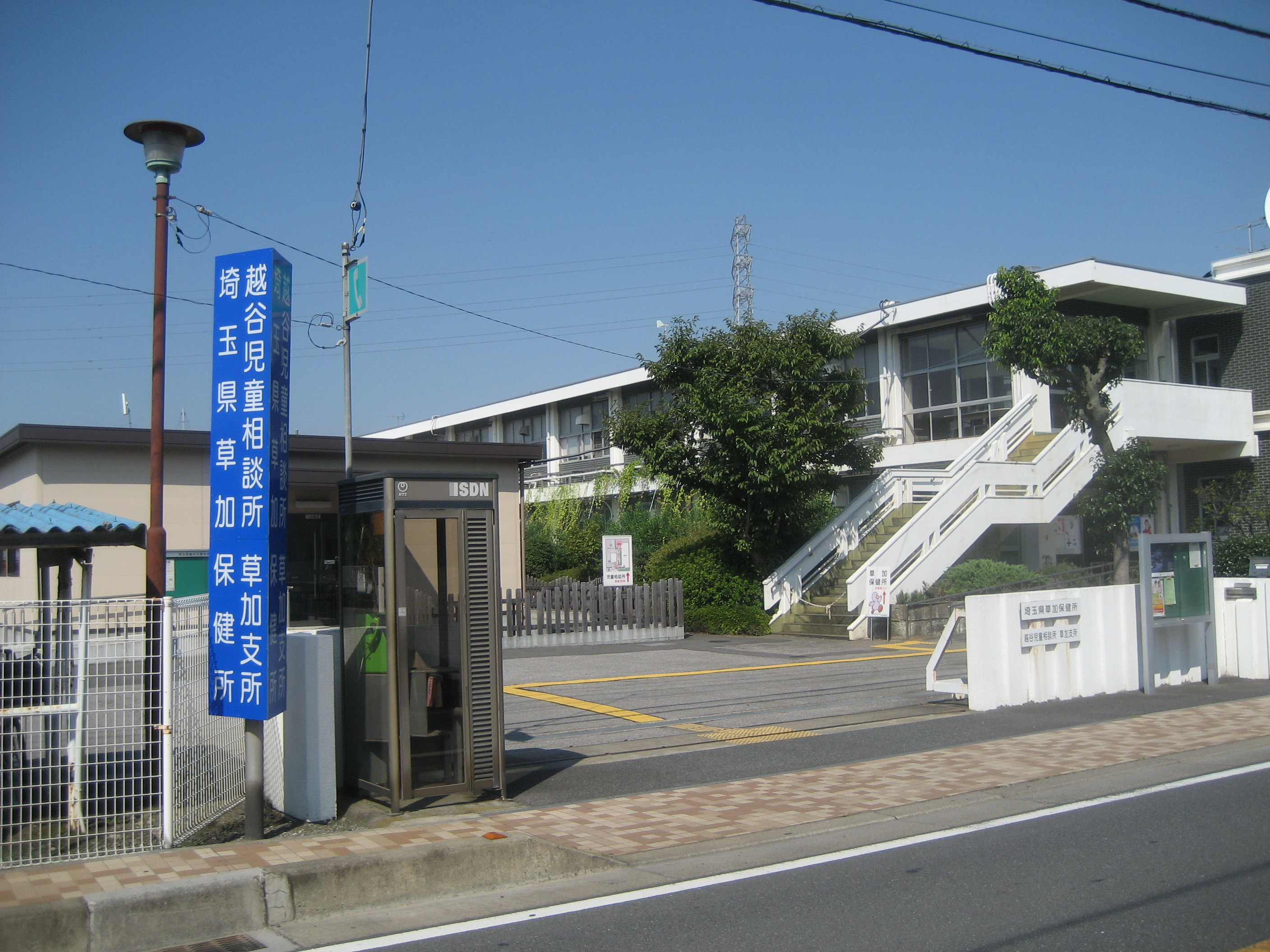
草加保健所・草加児童相談所

- 発達障害者就労支援センター「ジョブセンター草加」
- 埼玉県立そうか光生園障害者歯科診療所

### その他機関

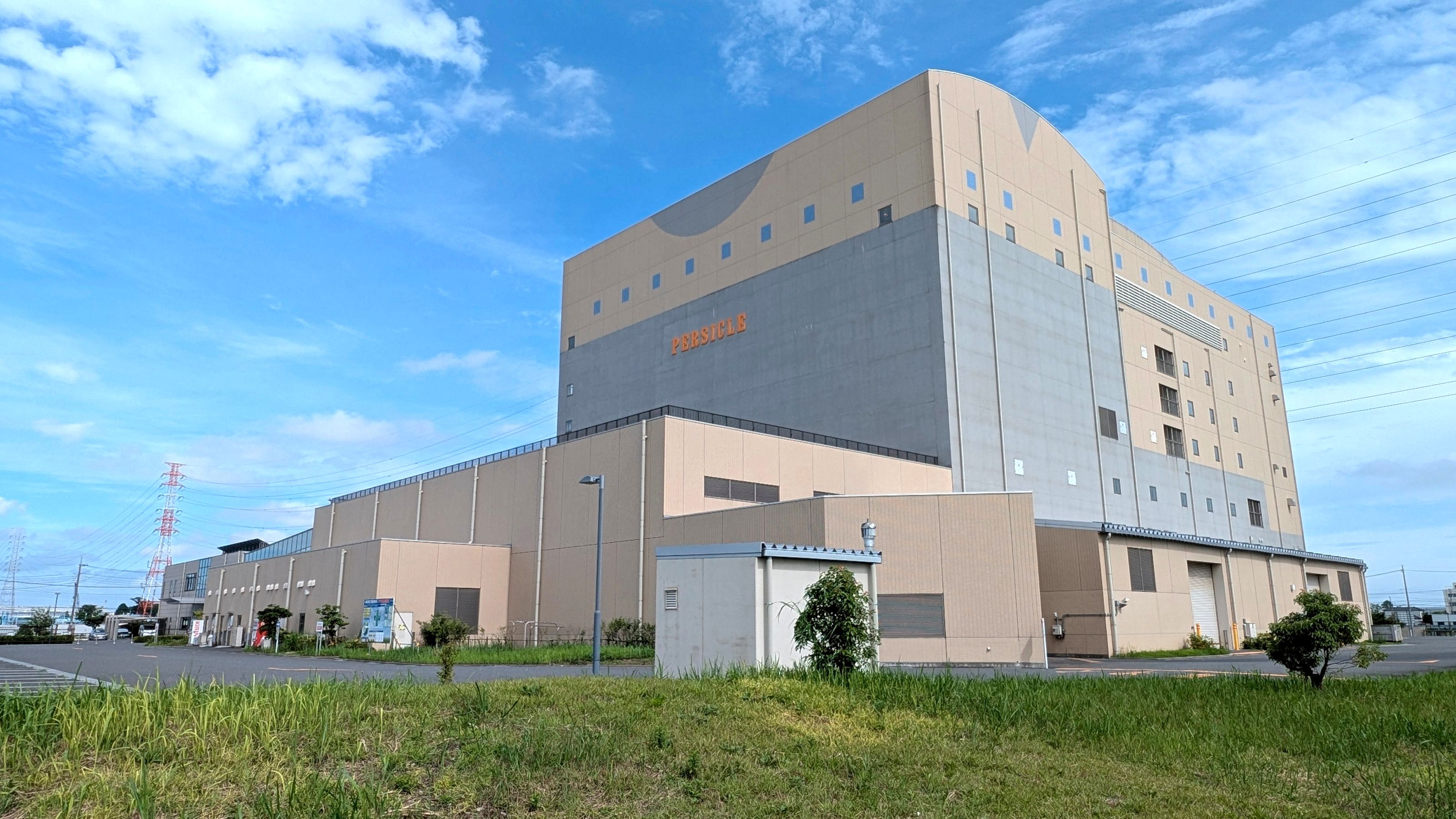
東埼玉資源環境組合 第二工場ごみ処理施設（パーシクル）

- 東埼玉資源環境組合第二工場（ごみ焼却施設、2016年4月から新工場が稼働）

### 広域行政
一部事務組合
- 東埼玉資源環境組合：越谷市、吉川市、八潮市、三郷市、北葛飾郡松伏町とともに、可燃ごみ及びし尿処理を行っている。
- 埼玉県都市ボートレース企業団：飯能市、加須市、本庄市、東松山市、狭山市、春日部市、羽生市、鴻巣市、深谷市、上尾市、越谷市、入間市、朝霞市、さいたま市とともに、戸田競艇の開催等に関する事務を行っている。
- 草加八潮消防組合：八潮市とともに消防・救急業務、火薬類取締法・液化石油ガス法・高圧ガス保安法に基づく事務を行っている。

協議会
- 埼玉県東南部都市連絡調整会議：越谷市、三郷市、吉川市、松伏町とともに公共施設の相互利用、図書館の広域利用、重症心身障害児施設中川の郷療育センターの共同設置、埼玉県東南部地域公共施設予約案内システム（まんまるよやく）の運営を行っている。また、政令指定都市移行を目標とした合併に関する会議を開催や構成する自治体の住民が参加できる事業を開催している。
- 埼玉県南4市まちづくり協議会：川口市、蕨市、戸田市とともに、4市で共通する広域的な行政課題の連絡調整、図書館の相互利用、災害時における避難場所の相互利用、健康づくりをテーマとした各種のスポーツ交歓大会等の各種事業を開催している。また、埼玉県東南部都市連絡調整会議同様 県南4市（川口市・蕨市・戸田市・草加市）と合併する計画もある。
- 東埼玉消防指令業務共同運用協議会：越谷市（越谷市消防局）、三郷市（三郷市消防本部）、吉川松伏消防組合（吉川市・松伏町）、春日部市（春日部市消防本部）、草加八潮消防組合（草加市・八潮市）とともに各消防本部で行っていた119番通報の受付及び各消防署等への通信指令業務を令和８年４月に統合する予定。

## 議会

### 埼玉県議会
- 選挙区：南1区草加市選挙区
- 定数：3人
- 任期：2023年4月30日 - 2027年4月29日
- 投票日：2023年4月9日
- 当日有権者数：205,432人
- 投票率：31.68％

| 候補者名 | 当落 | 年齢 | 党派名       | 新旧別 | 得票数   | 備考                                          |
| -------- | ---- | ---- | ------------ | ------ | -------- | --------------------------------------------- |
| 木下博信 | 当   | 58   | 自由民主党   | 現     | 23,683票 |                                               |
| 蒲生徳明 | 当   | 62   | 公明党       | 現     | 15,844票 |                                               |
| 中村美香 | 当   | 36   | 日本維新の会 | 新     | 13,650票 | 2024年3月15日付で当選無効が確定。             |
| 小森克己 | 落   | 48   | 立憲民主党   | 新     | 10,909票 | 2024年3月19日、埼玉県選管は小森の当選を決定。 |

### 衆議院
- 選挙区：埼玉3区（草加市・越谷市の一部）
- 任期：2021年10月31日 - 2025年10月30日
- 投票日：2021年10月31日
- 当日有権者数：462,607人
- 投票率：51.88％

| 当落 | 候補者名   | 年齢 | 所属党派                            | 新旧別 | 得票数    | 重複 |
| ---- | ---------- | ---- | ----------------------------------- | ------ | --------- | ---- |
| 当   | 黄川田仁志 | 51   | 自由民主党                          | 前     | 125,500票 | ○    |
|      | 山川百合子 | 52   | 立憲民主党                          | 前     | 100,963票 | ○    |
|      | 河合悠祐   | 40   | NHKと裁判してる党弁護士法72条違反で | 新     | 7,534票   |      |

## 経済

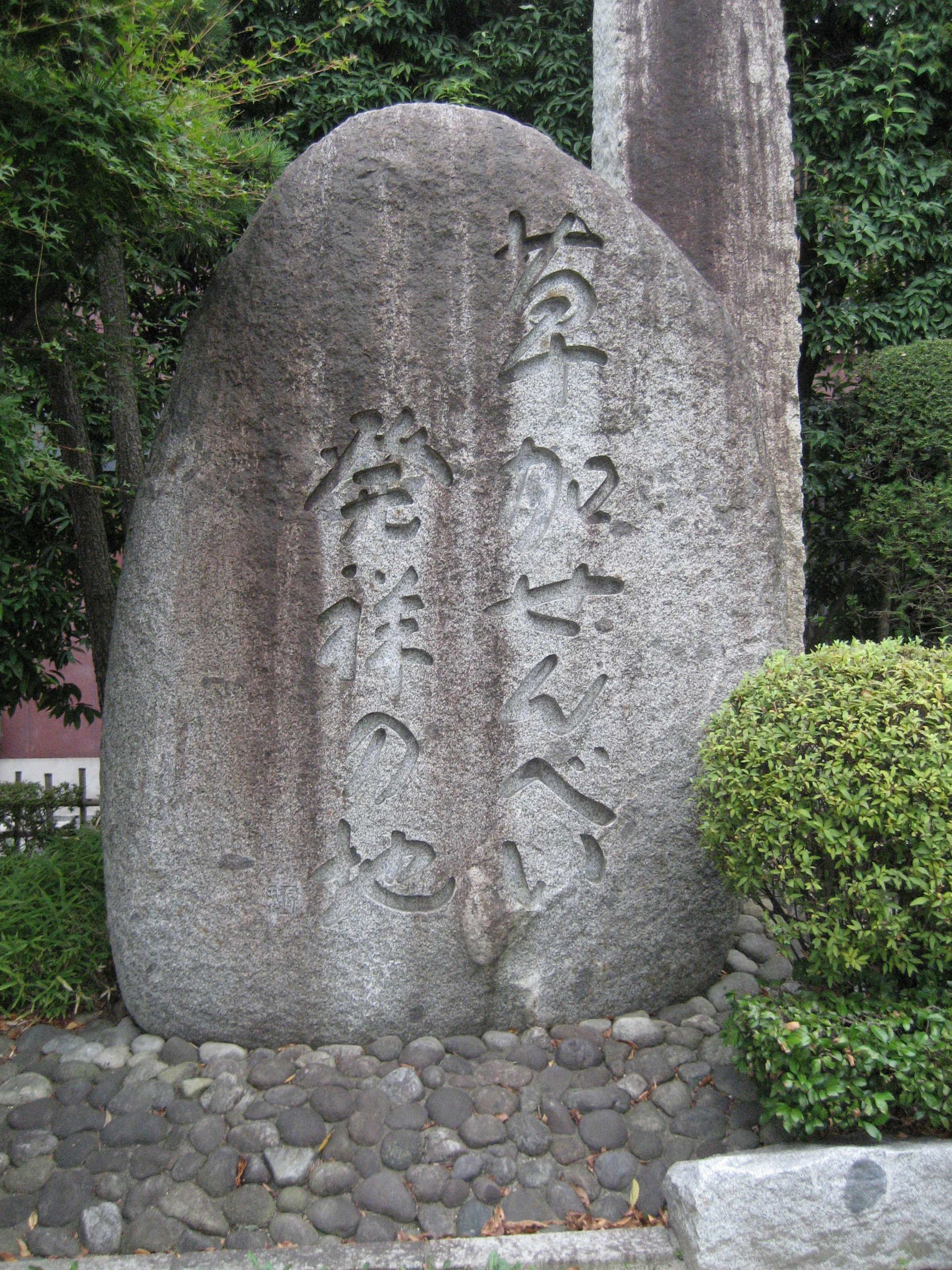
草加せんべい発祥の地の碑

### 産業

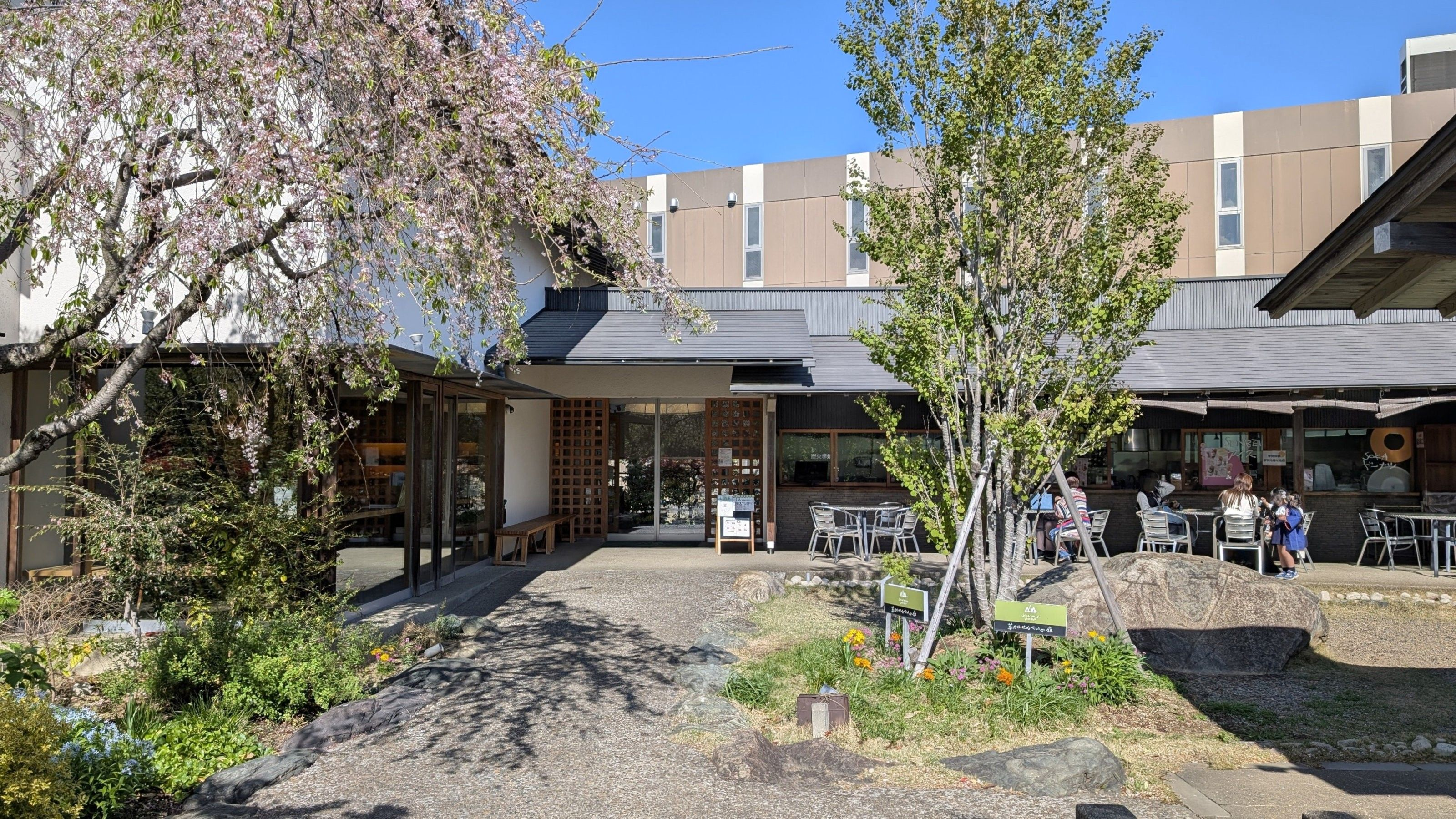
草加せんべいの庭

総じて、第3次産業が中心である。しかしながら、工業団地（草加・八潮工業団地）では製紙工場もあり、第2次産業もある。
日本を代表する米菓であるせんべいが名産である。「草加煎餅」として全国に知られる地域ブランド（地域団体商標）でもある。1932年（昭和7年）に組合が組織されると組織的なPRが展開された。第二次世界大戦中は原料米の統制により一時衰退したが、戦後間もなく復興した。1970年（昭和45年）ごろ最高の売上げと全国的な知名度が普及し、市域に約120店舗を数えた。その後、他地区から類似品の大量生産品が普及するようになり、売上げが減少している。
しかしながら、現在でも旧草加宿を中心に市域で約60店舗がある。手作り感の強い、醤油味がベースの丸い素朴な米菓である。東京都と隣接するため「東京みやげ」と扱われることも多く、同様なものとして、千葉県浦安市にある東京ディズニーランドのみやげ物がある。
幕末から晒（さらし）業や浴衣（ゆかた）染めが市域南部を中心に栄えていた。浴衣染めは、かつては長板中型が行われていたが、大正期に導入された注染が主流となった。1960年頃には出荷額も最高に達したが、その後水質汚染などから規模を小さくしている。
1935年（昭和10年）ごろから、三河島付近から皮革業者が広い土地と豊富な水資源を求めて市域中央部に進出し、それとともに同業者が集積してきた。第二次世界大戦中は一時衰退したが、朝鮮戦争を契機になめし業を中心に発展した。1970年（昭和45年）ごろから水質・悪臭汚染でなめし業は縮小したが、製靴や鞄製造など皮革加工業が市域に広く点在する。

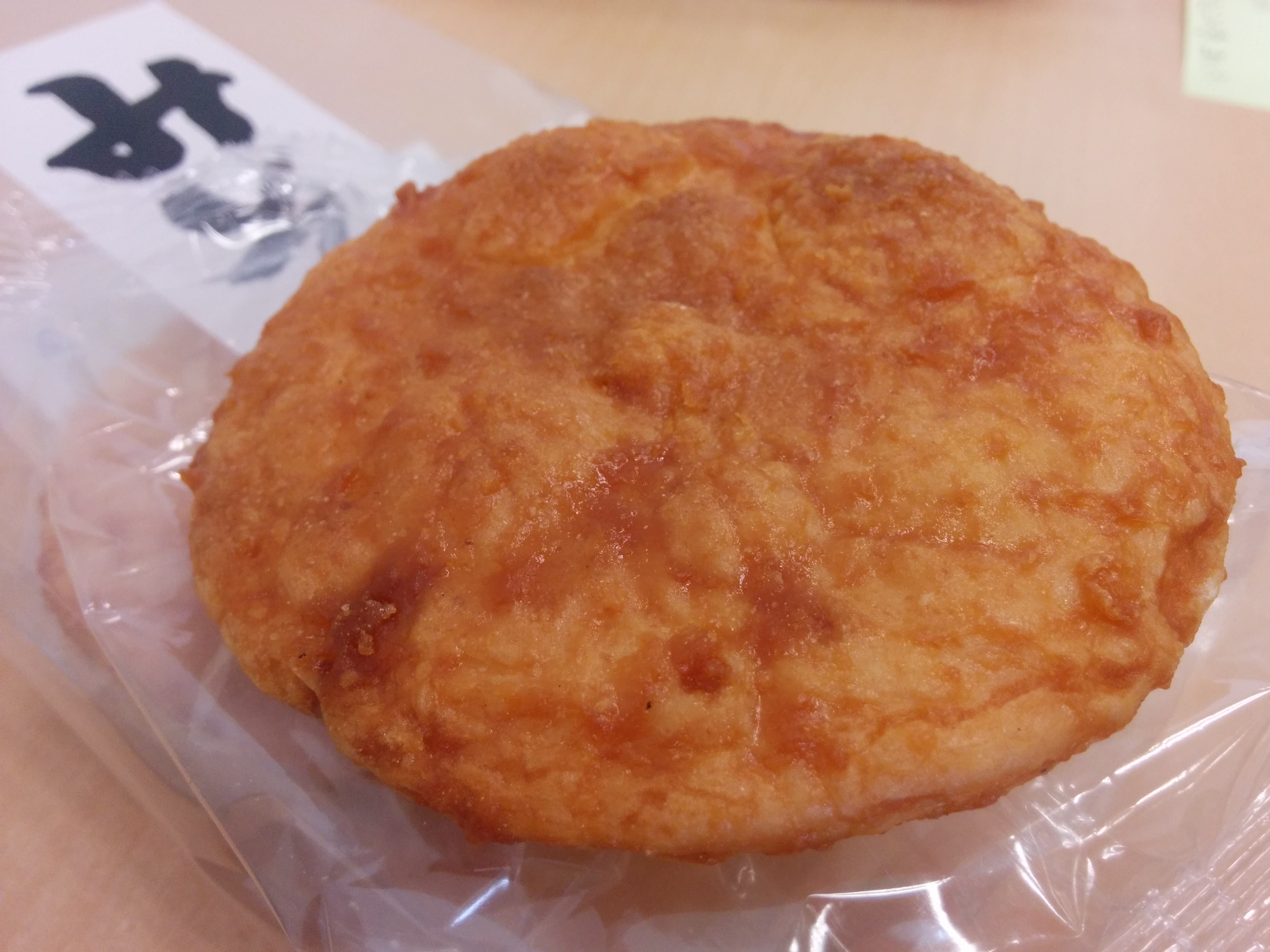
草加せんべい

1958年（昭和33年）の市制施行ごろから、市域に工場進出が目立つようになった。1963年（昭和38年）から埼玉県が造成した草加工業団地の完成と、引き続き造成が行われた1967年（昭和42年）の草加八潮工業団地の完成により、60社余りの企業が進出した。また、中小企業が市域に広く点在している点も特長といえる。
かつては全市的に稲作が盛んであったが、宅地化の波に押されて、市域北東部の柿木町・青柳付近を除き、急激に耕地面積を小さくしている。
市域北部を中心にハスやクワイも収穫され、またキクを中心に花の栽培が行われるが、第1次産業は当市においてはかなり少数で、専業農家はごく少数になる。

### 主な商業施設

#### 草加地区
- アコス
  - イトーヨーカドー草加店

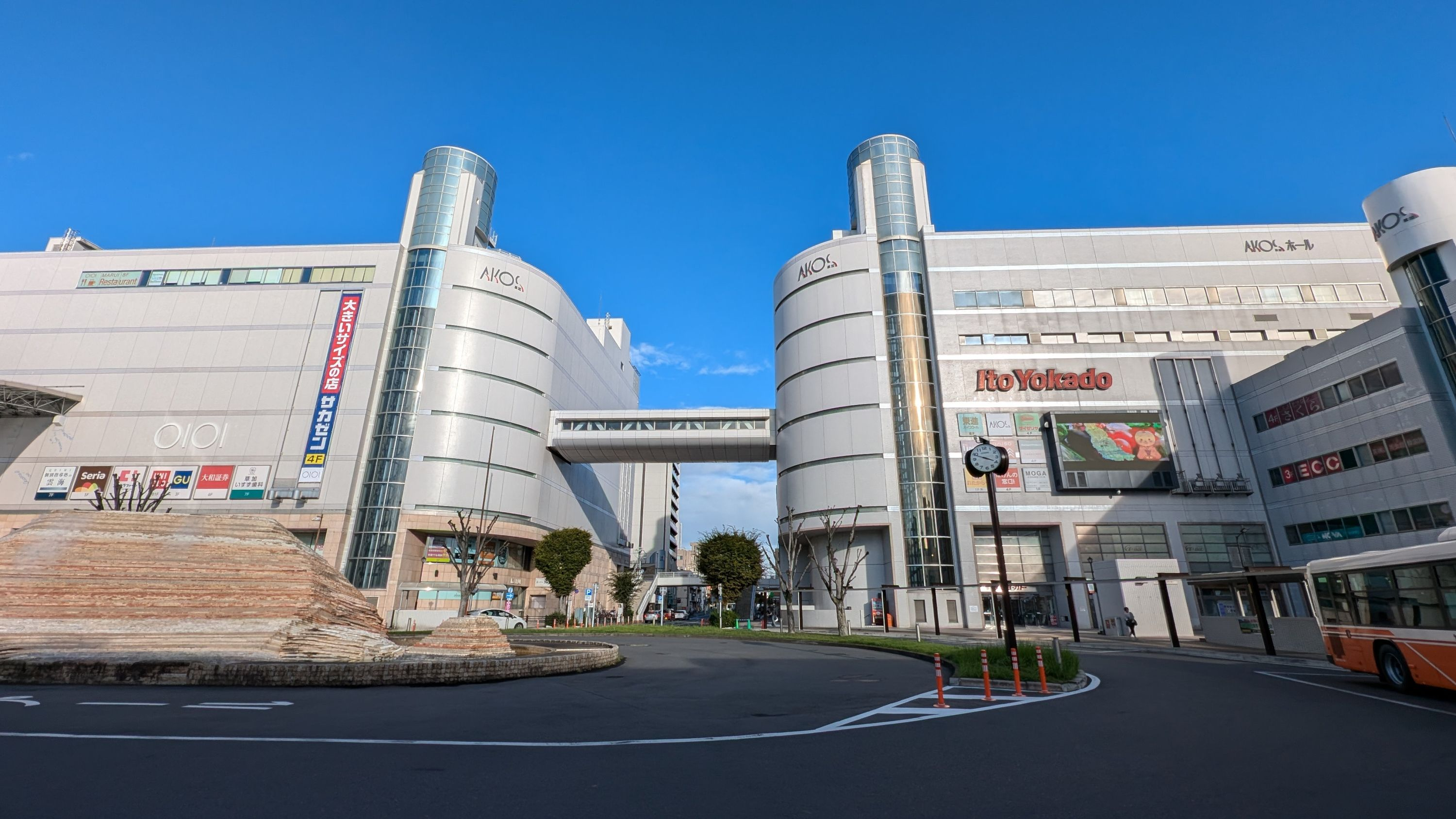
アコス (AKOS) ・店内はイトーヨーカドーやマルイ

  - 草加マルイ（旧丸井草加店→草加マルイ&アウトレット）
- ダイエー草加店
- 西友草加店
- 草加ヴァリエ
- モールプラザ
  - ヨークマート草加店

#### 松原・新田地区
- ジョーシン電機草加まつばら店
- カインズホーム草加松原団地店
- イトーヨーカドー新田店
- ケーズデンキ草加店
- BOOKOFF SUPER BAZAAR 草加セーモンプラザ店

#### 谷塚地区

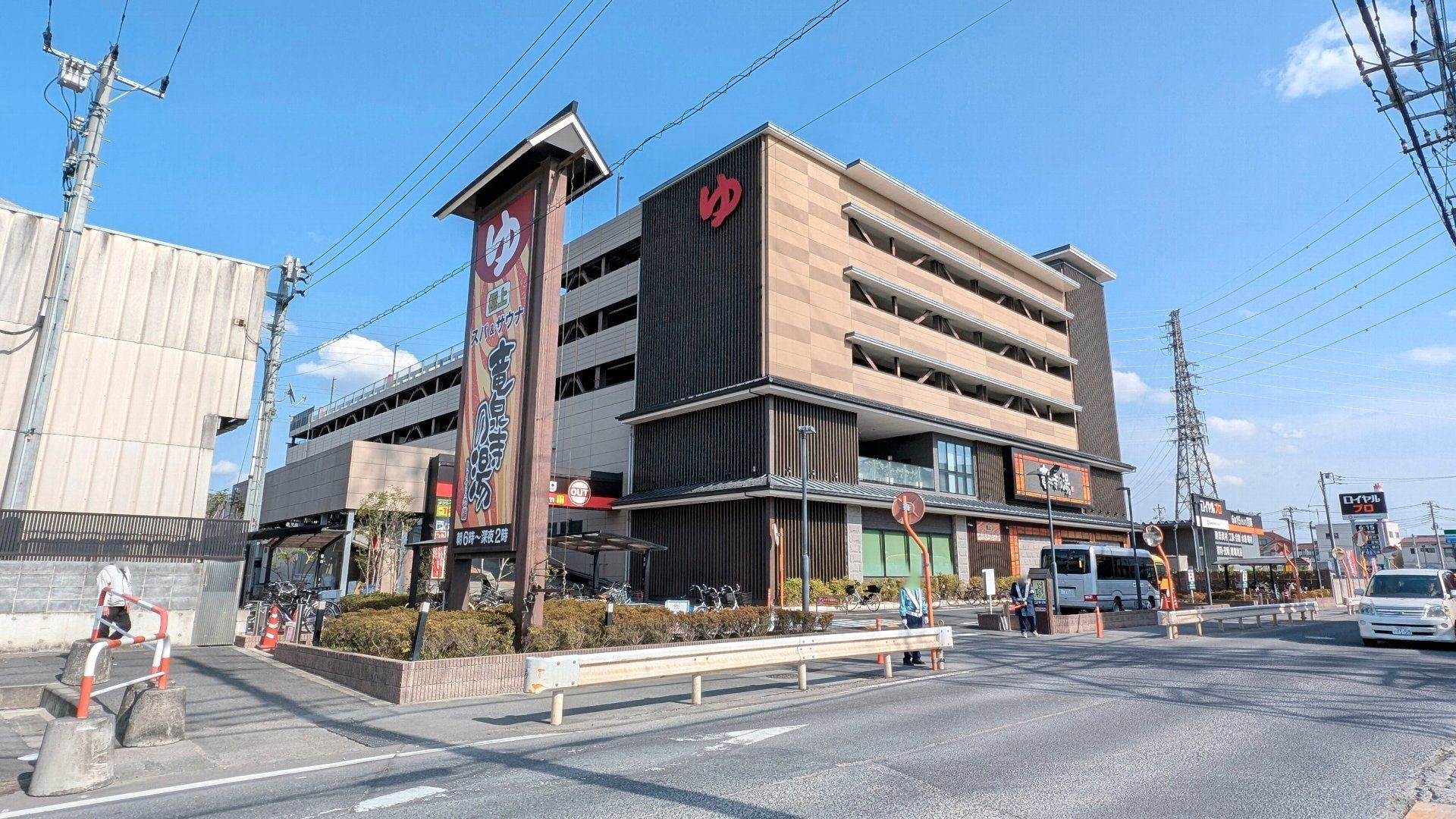
竜泉寺の湯

- 谷塚コリーナ
  - ダイソー谷塚駅前店
  - いなげや草加谷塚店
- いなげや草加瀬崎店
- 東武ストア草加谷塚店
- ベルクスタウン
  - ベルクス草加谷塚店

- ビバホーム草加店
- ヤマダデンキテックランドNew草加店
- 竜泉寺の湯 草加谷塚店（スーパー銭湯）

#### 市西部（舎人ライナー利用地区）
- - ホームズ草加舎人店

### 本社を置く企業
- アコス（第三セクター・再開発ビル運営）
- エンスカイ（カレンダー）
- 柴田科学
- 上州屋
- 珍來総本店（中華料理チェーン）
- 日本製紙物流
- 流通サービス
- 大和化成工業
- リベレステ（不動産）
- 渡辺教具製作所（地球儀）
- 日立建機日本（旧・日立建機日本事業部）
- 堀川産業
- パンダワークス

### 事業所を置く企業
- 関東化学 草加工場、中央研究所
- 日本製紙クレシア 東京工場
- 日本製紙 草加工場（板紙事業本部）
- 理研ビタミン 草加工場

- ダイキン工業 東京支社 草加事業所

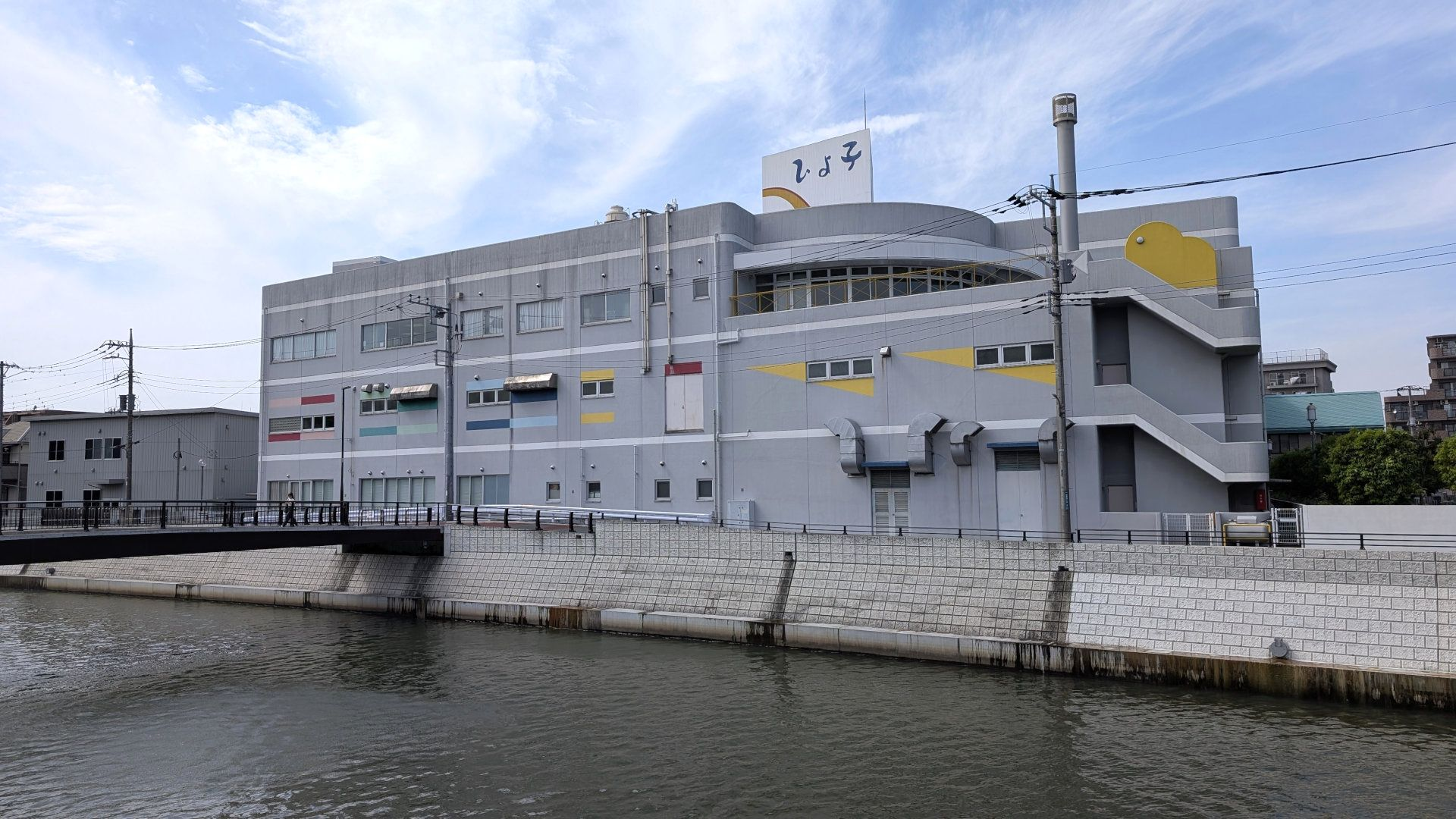
ひよ子 東京工場(瀬崎四丁目)

- SMC株式会社（旧焼結金属工業） 草加工場
- ひよ子 東京工場 - 福岡県の銘菓の東日本においての製造拠点。東京土産としても有名。
- アリックス 草加工場
- ミドリ安全工業
- 福山通運 埼玉ターミナル
- 信号電材 東部事業所
- 堀川産業 エネクル草加、エネクル草加西
- 曽部ゴム 草加事業所
- ふくやま工場（受注センター）草加エコセンター
- 有限会社 パインサークル

### 草加市で創業した企業
- ほっかほっか亭
- 堀川産業株式会社
- ポラス
- パンダワークス

### 金融機関
- 三菱UFJ銀行草加支店
- 三井住友銀行草加支店
- みずほ銀行草加支店
- 埼玉りそな銀行
  - 松原支店
  - 草加支店
- 武蔵野銀行
  - 草加支店
  - 松原支店
- 東和銀行
  - 草加支店
  - 新栄町支店
- 東日本銀行
  - 草加支店
  - 松原支店
- 埼玉縣信用金庫
  - 草加支店
  - 西草加支店
  - 北草加支店
- 青木信用金庫谷塚支店
- 東京東信用金庫草加支店
- 足立成和信用金庫草加支店
- 城北信用金庫
  - 谷塚支店
  - 東草加支店
  - 草加新田支店
  - 草加支店
- 瀧野川信用金庫
  - 草加南支店
- さいたま農業協同組合
  - 北谷支店
  - 草加支店
  - 新田支店
  - 谷塚支店
- ゆうちょ銀行草加店（草加郵便局）

### 名産品
- 紙製品、紙加工品
- 草加煎餅
- 慈姑（くわい）
- 皮革
- ゆかた
- 地球儀

## 文化
- 草加市民憲章（1988年11月1日 告示第235号）
わたくしたち草加市民は、綾瀬の流れと松原をシンボルとして、おおきな夢をはぐくんできました。人の心をたいせつにし、自然をいかした住みよいふるさとをめざして、ここに憲章をさだめます。
わたくしたちは、
1. 平和を愛し、文化的で、ゆたかなまちをつくります。
1. きまりを守り、安全で、せいけつなまちをつくります。
1. 健康に努め、親切で、さわやかなまちをつくります。
- 草加市歌「想い出はいつも」
1988年（昭和63年）制定。
- 相撲
草加市青少年相撲振興会の寄贈などにより、市内のほぼ全ての小学校に土俵が設置されている。また、大相撲追手風部屋が市内に部屋を構えている（以前は尾車部屋も設立当初は草加市に部屋を構えていた）。
- ハープ
「国際ハープフェスティバル」や、若手ハーピストの登龍門、「日本ハープコンクール」を毎年開催している。
- 美術
公益財団法人美育文化協会が草加市吉町に拠点を設置している。
- 体操
コナミスポーツ体操競技部の練習拠点であるコナミ体育館が市内にあり、地域・社会支援活動の一環として、体操教室や演技発表会が行われている。2016年リオデジャネイロオリンピックには、当市に在住している内村航平、田中佑典、加藤凌平 が出場している。

## 姉妹都市・提携都市
- 福島県大沼郡昭和村
1985年友好交流宣言。2010年7月17日姉妹都市提携および災害時における相互応援に関する協定締結[11]。
- カーソン市（アメリカ合衆国カリフォルニア州）
1979年11月19日姉妹都市提携。
- 安陽市（中華人民共和国河南省）
1998年11月1日姉妹都市提携。

## 地域

### 行政地名
- 当市域では、1958年の市制施行時に大字が全廃され、市域全体が「町」となった。町村合併と地名変更の詳細については、「歴史」の節を参照。
- 市内の現行行政町名の「町」はすべて「ちょう」と読み、「まち」と読むものはない。
- 市域の大部分は旧北足立郡のうちであるが、旧八条村・川柳村の区域のみは旧南埼玉郡である。

旧草加町

| - 神明（しんめい）一・二丁目 - 住吉（すみよし）一・二丁目 - 高砂（たかさご）一・二丁目 - 中央（ちゅうおう）一・二丁目 - 吉町（よしちょう）一 - 五丁目 - 手代町（てしろちょう）一 - 三丁目 - 草加（そうか）一 - 五丁目 | - 栄町（さかえちょう）一 - 三丁目 - 学園町（がくえんちょう） - 松原（まつばら）一 - 五丁目 - 松江（まつえ）一 - 六丁目 - 西町（にしちょう） - 氷川町 (ひかわちょう) |

1955年の2町1村合併以前の旧草加町には11の大字があったが、1958年の市制施行時に大字は全廃されて「町」となり、地名も大幅に変更している（本記事の「歴史」の項参照）。
上記の現行行政地名のうち、西町、氷川町は住居表示未実施地区で、他は住居表示実施済みである。
市制施行時の「栄町」（丁目設定なし）には、現在の栄町一 - 三丁目のほか、松原一 - 五丁目の大部分、草加一 - 五丁目の一部、学園町が含まれていた。
- 学園町は1987年の住居表示実施によって成立した町で、町域の全てが獨協大学の校地であり、世帯数・人口はゼロとなっている。街区符号・住居番号も「1番1号」しか存在しない。

市制施行時には東町（あずまちょう）という町名があったが、1966年に廃止されている（現・中央及び住吉のうち）。
旧谷塚町（やつかまち）

| - 谷塚町（やつかちょう） - 谷塚上町（やつかかみちょう） - 谷塚（やつか）一 - 二丁目 - 谷塚仲町（やつかなかちょう） - 瀬崎（せざき）一 - 七丁目（旧・瀬崎町の全域） - 両新田東町（りょうしんでんひがしちょう） | - 両新田西町（りょうしんでんにしちょう） - 柳島町（やなぎしまちょう） - 新里町（にっさとちょう） - 遊馬町（あすまちょう） |

1955年の2町1村合併以前の旧谷塚町には9の大字があったが、1958年の市制施行時に大字は全廃されて「町」となり、地名も一部変更している（詳細は「谷塚町」の項参照）。当地区は住居表示未実施の町が多い。両新田東町と両新田西町の境界は複雑で、多くの飛地がある。なお、2011年7月18日をもって、上記の谷塚町の一部と谷塚上町の一部で住居表示を実施し、「谷塚一丁目・谷塚二丁目」に町名が変わった。また同時に瀬崎町の全域が「瀬崎（一 - 七丁目）」として住居表示を実施した。
旧新田村

| - 旭町（あさひちょう）一 - 六丁目 - 金明町（きんめいちょう） - 新善町（しんぜんちょう） - 清門（せいもん）一 - 三丁目 - 長栄（ちょうえい）一 - 四丁目 | - 新栄（しんえい）一 - 四丁目 - 弁天（べんてん）一 - 六丁目 - 中根（なかね）一 - 三丁目 - 八幡町（やはたちょう） |

1955年の2町1村合併以前の旧新田村には9の大字があったが、1958年の市制施行時に大字は全廃されて「町」となり、地名も大幅に変更している（詳細は「新田村」の項参照）。上記のうち、旭町一 - 六丁目、弁天一 - 六丁目、中根一 - 三丁目は住居表示実施済み。他は未実施であるが、2014年11月22日に、新栄町、長栄町、清門町の全域で町名変更が実施され、それぞれ新栄一 - 四丁目、長栄一 - 四丁目、清門一 - 三丁目となった。
旧川口市安行から編入
- 原町（はらちょう）一 - 三丁目
- 北谷（きたや）一 - 三丁目　
- 北谷町（きたやちょう）
- 苗塚町（なえづかちょう）　
- 小山（こやま）一・二丁目
- 花栗（はなぐり）一 - 四丁目

北谷町と苗塚町は住居表示未実施。北谷町は、北谷一 - 三丁目の住居表示実施後の残余。
旧八条村から編入
- 稲荷（いなり）一 - 六丁目

住居表示実施済み地区。
旧川柳村
- 柿木町（かきのきちょう）　
- 青柳（あおやぎ）一 - 八丁目　
- 青柳町（あおやぎちょう）

柿木町と青柳町は住居表示未実施。青柳町は、青柳一 - 八丁目の住居表示実施後の残余。

### 住宅団地
- コンフォール松原（旧草加松原団地）
- 新栄町団地
- 草加旭町団地
- 草加稲荷住宅（稲荷）
- 草加花栗住宅（花栗）
- 草加原町住宅（原町）
- 草加原町第三住宅（原町）
- 草加原町第二住宅（原町）
- 草加新善町住宅（新善町）
- 草加青柳住宅（青柳）
- 草加柳島住宅（柳島町）
- 草加遊馬住宅（遊馬）
- UR草加団地（中央、1960年7月 1棟のみ現存 全面建て替え 旧日本住宅公団関東支所）

### 教育

#### 小学校
| - 草加市立草加小学校 - 草加市立高砂小学校 - 草加市立新田小学校 - 草加市立谷塚小学校 - 草加市立栄小学校 - 草加市立川柳小学校 - 草加市立瀬崎小学校 - 草加市立西町小学校 - 草加市立松原小学校 - 草加市立新里小学校 | - 草加市立花栗南小学校 - 草加市立八幡小学校 - 草加市立新栄小学校 - 草加市立清門小学校 - 草加市立稲荷小学校 - 草加市立氷川小学校 - 草加市立八幡北小学校 - 草加市立長栄小学校 - 草加市立青柳小学校 - 草加市立小山小学校 - 草加市立両新田小学校 |

#### 中学校
| - 草加市立草加中学校 - 草加市立栄中学校 - 草加市立谷塚中学校 - 草加市立川柳中学校 - 草加市立新栄中学校 - 草加市立瀬崎中学校 | - 草加市立花栗中学校 - 草加市立両新田中学校 - 草加市立新田中学校 - 草加市立青柳中学校 - 草加市立松江中学校 |

#### 高等学校
- 埼玉県立草加高等学校
- 埼玉県立草加南高等学校
- 埼玉県立草加東高等学校
- 埼玉県立草加西高等学校
- 国際高等学院（通信制サポート校）

#### 特別支援学校
- 埼玉県立草加かがやき特別支援学校
  - 草加分校（草加西高等学校内に設置）

#### 大学
- 獨協大学

#### 図書館

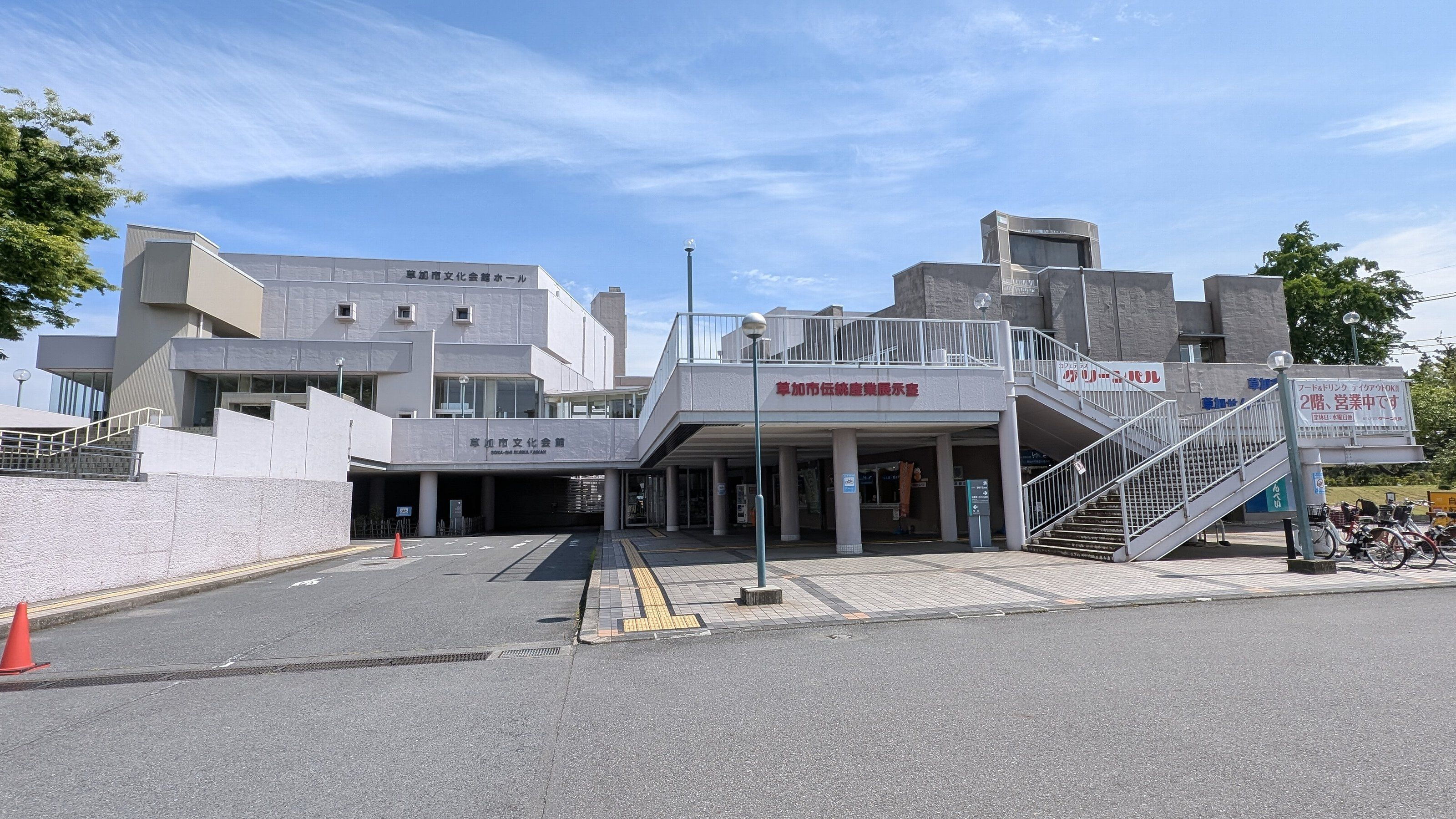
草加市文化会館

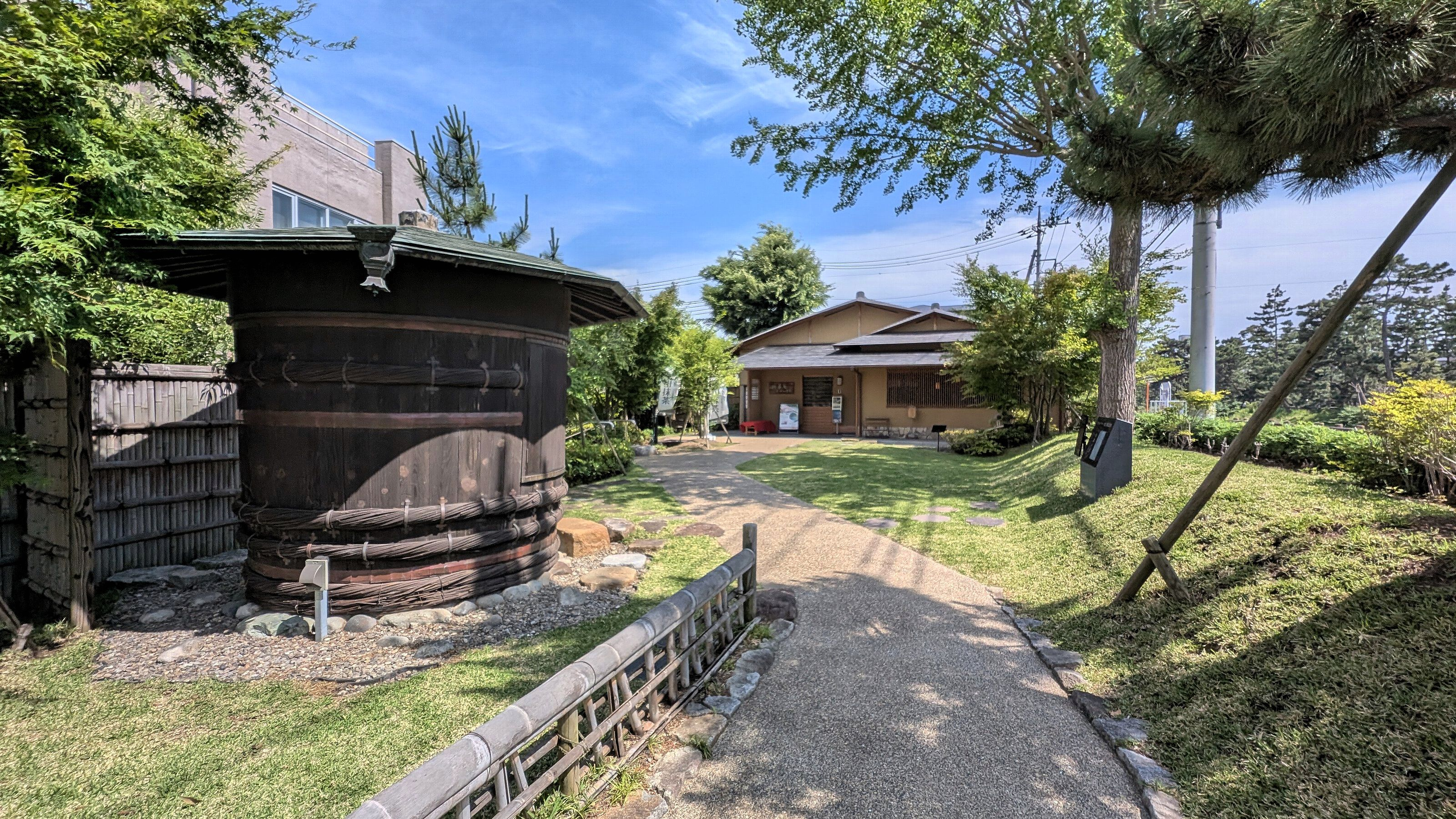
漸草庵 百代の過客(草加市文化会館に隣接)

- 草加市立中央図書館

#### 文化施設
- 草加市文化会館

### 地域情報
- 東武よみうり新聞：当市ならびに越谷市、三郷市、八潮市、吉川市、松伏町の全域と春日部市、川口市、さいたま市の一部に配布
- 東武朝日新聞：当市ならびに越谷市、三郷市、八潮市、吉川市、松伏町、春日部市、さいたま市岩槻区の全域と川口市の一部に配布
- 東武新聞：当市ならびに越谷市、三郷市、八潮市、吉川市、松伏町の情報を掲載
- 東埼玉新聞：当市ならびに越谷市、三郷市、八潮市、吉川市、松伏町の情報を掲載

### 消防
- 草加八潮消防局（当市及び八潮市を管轄。統合前は草加市消防本部）
  - 草加消防署
    - 西分署
    - 青柳分署
    - 北分署
    - 谷塚ステーション

### 警察
- 草加警察署（当市及び八潮市を管轄）
  - 草加駅前交番
  - 松原交番
  - 谷塚駅前交番
  - 新田駅前交番
  - 弁天交番
  - 柳島交番
  - 青柳交番
  - 長栄交番

### 郵政
郵便番号は市内全域が「340-00xx」である。
- 草加郵便局 - 草加市及び八潮市全域の集配を担当、ゆうちょ銀行草加店を併設
- 草加柳島郵便局
- 草加住吉郵便局
- 草加旭町郵便局
- 草加新栄郵便局
- 草加弁天郵便局
- 中草加郵便局
- 草加八幡郵便局
- 草加工業団地内郵便局
- 草加松原西郵便局
- 草加青柳郵便局
- 草加氷川郵便局
- 草加清門郵便局
- 草加谷塚西郵便局
- 谷塚郵便局
- 松原団地駅前郵便局

### 健康
- 草加市保健センター
- 草加市立病院
- 埼友草加病院
- メディカルトピア草加病院

## WELL BIND（ウェルバインド）～旧松原団地跡地の大規模再開発
草加市、獨協大学、UR 都市機構、東武鉄道(株)、トヨタホーム(株)の５者は、獨協大学前広域における産官学連携によるまちづくりについての協定を2024年5月9日、締結した。
まちづくりのために必要な協議組織の構築および明確な将来像の策定を進める。また、各者が所有する施設の活用、多世代の共生およびコミュニティ活動の推進、教育や研究活動、まちづくり推進拠点の開設などを推し進めていくものである。
旧松原団地は1964年に完成し、その総面積約54haに及んだ。完成から約半世紀が経過した2003年より草加市、獨協大学、UR都市機構の3者が協定に基づく連携により、団地の再生など構造・設備を中心に住環境改善に取り組んできた。
2024年5月9日の新たな協定に基づき東武鉄道とトヨタホームを加えた5者により、多世代の繋がり、学び、誰もが活き活きと暮らせる未来を育む「WELL BIND(ウェルバインド)」をコンセプトに連携が実現したのである。
トヨタホームは東武鉄道と連携し、街区整備による373区画の大規模な戸建住宅地を開発。それに伴ってクラブハウスを整備するなど、地域住民の防災拠点とコミュニティ形成機会創出を図る。また、戸建住宅地内に憩いの場となるテーマの異なった3つのポケットパークを整備していくことになる。
WELL BIND（ウェルバインド）

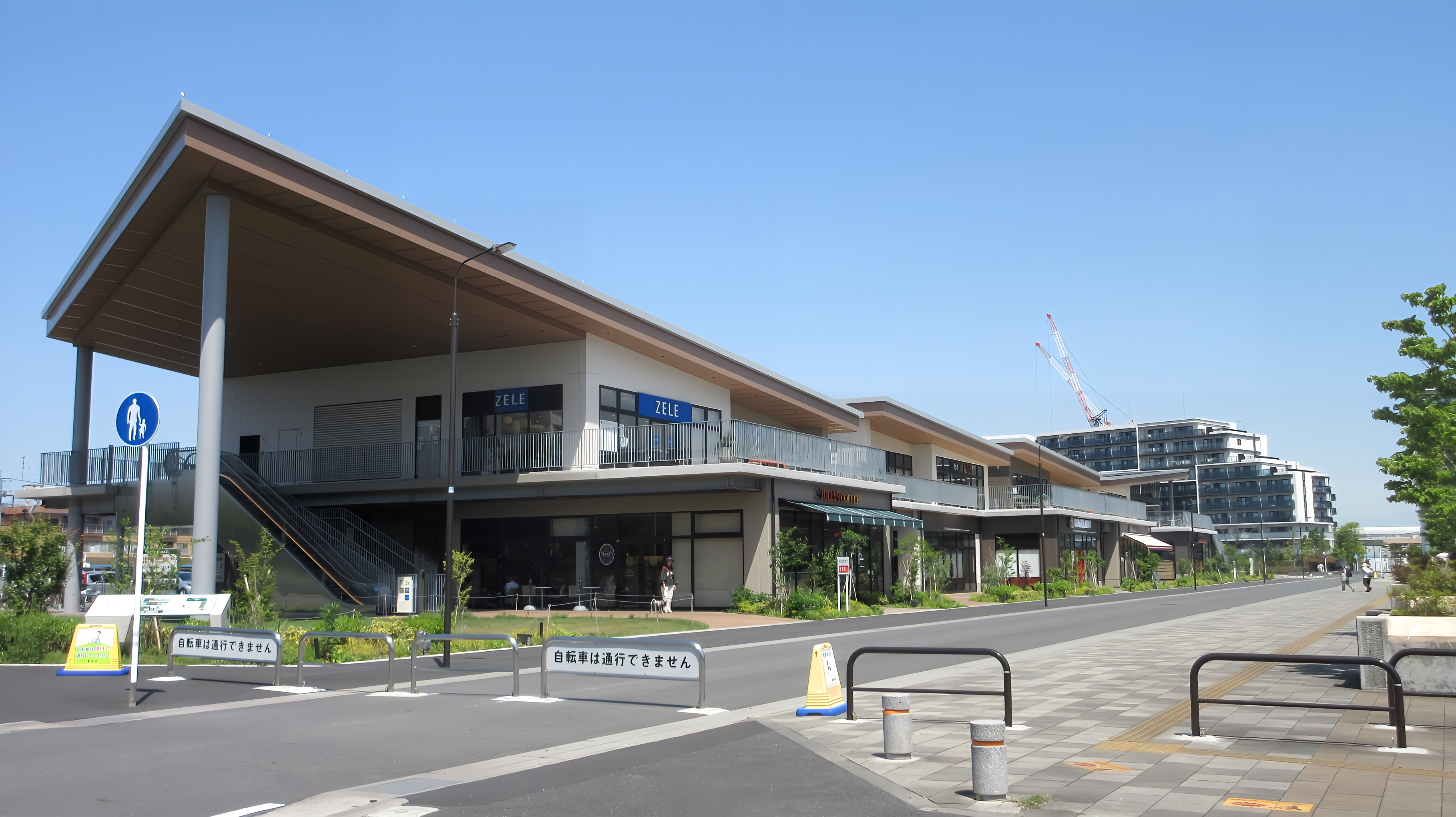
トーブ イコート(TOBU icourt)
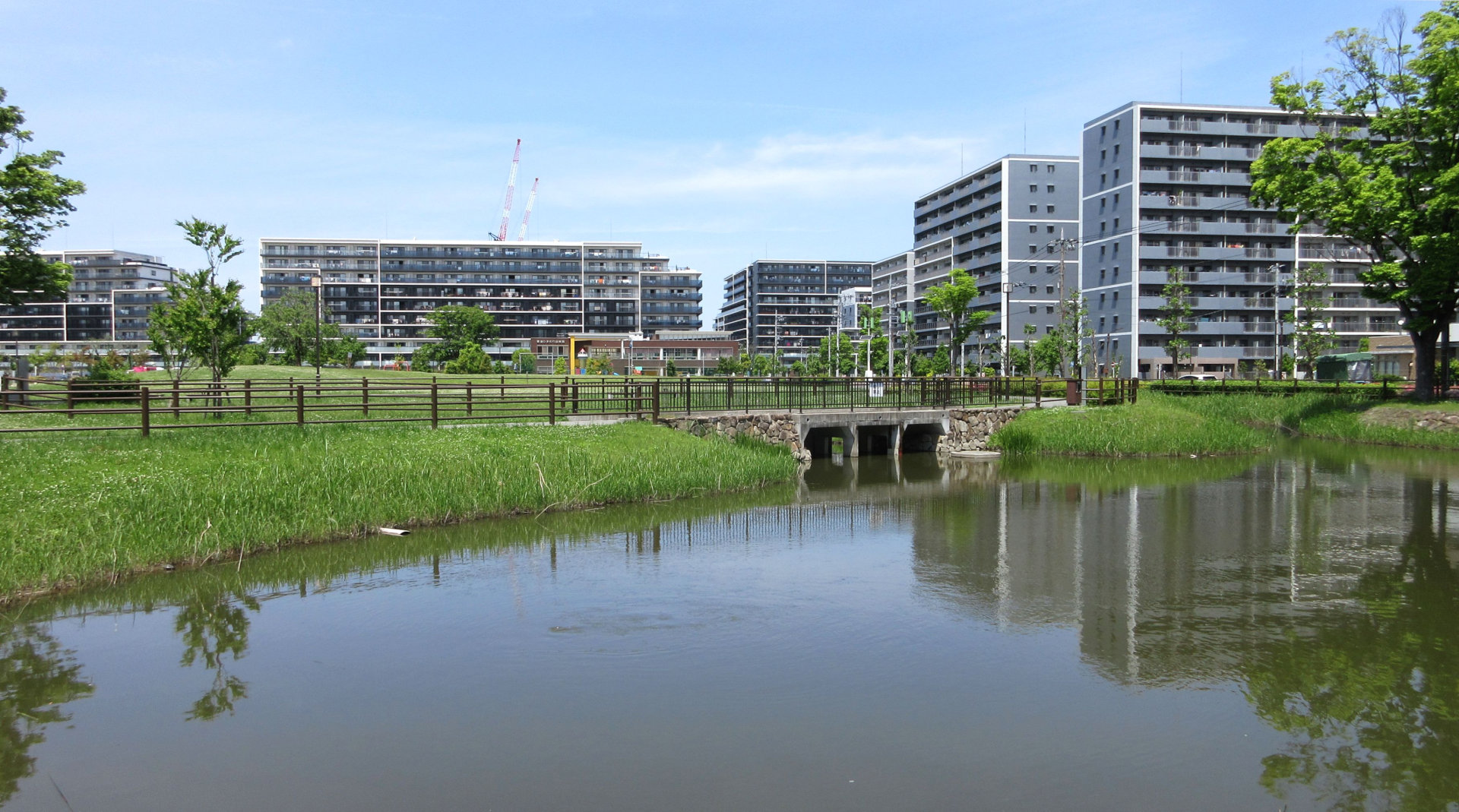
松原団地記念公園の水辺
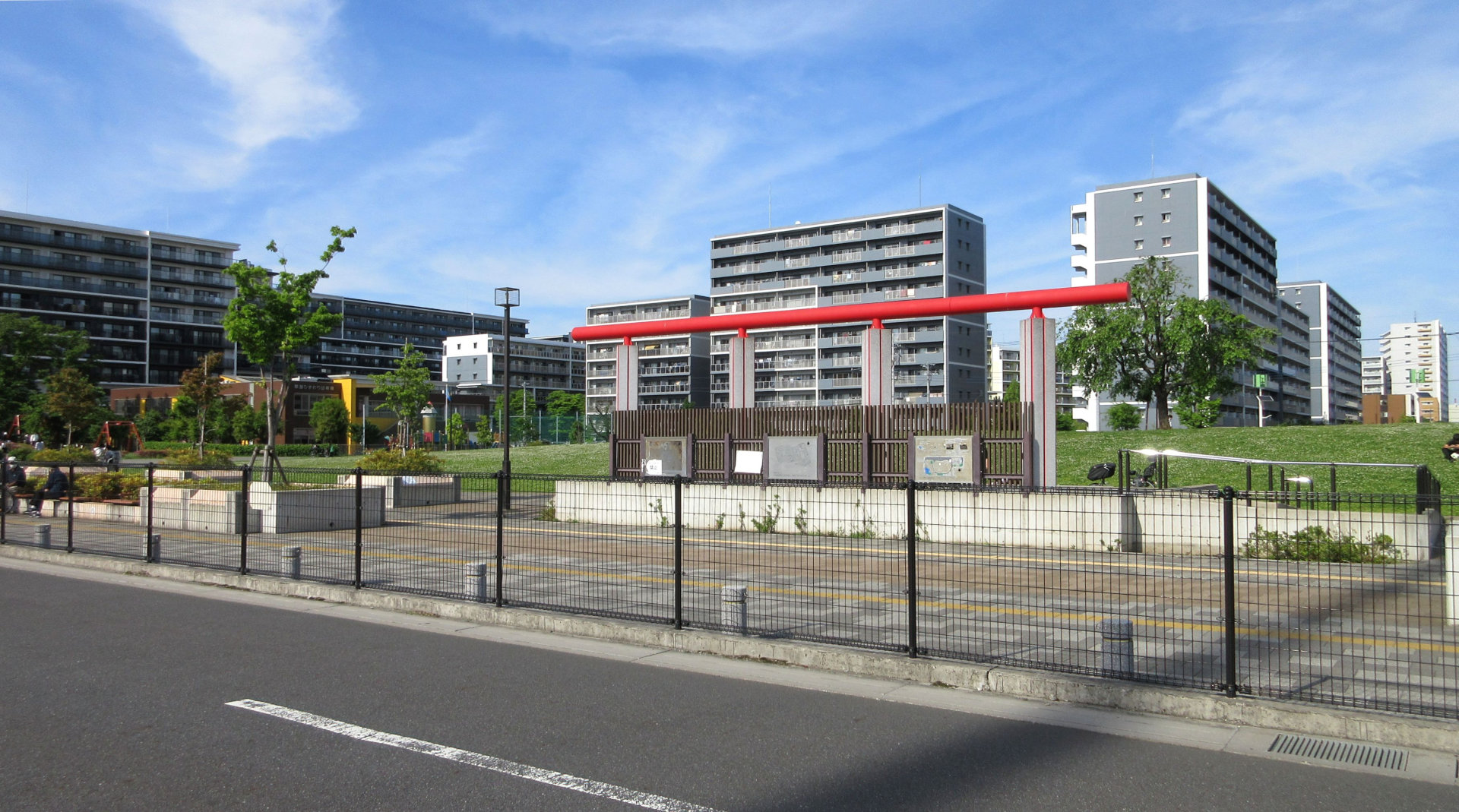
松原団地記念公園のテラス
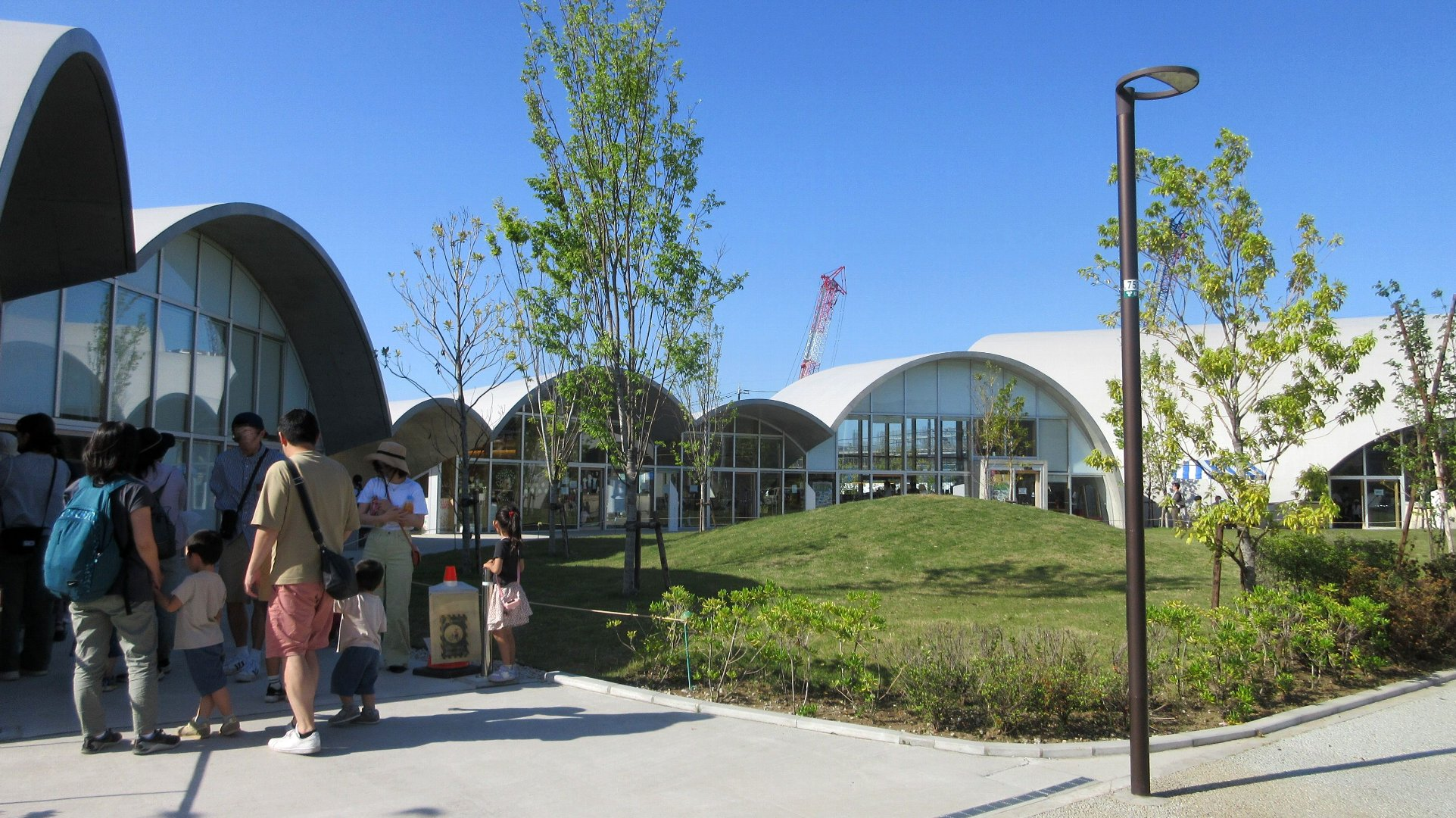
ミラトン(草加松原児童青少年交流センター)
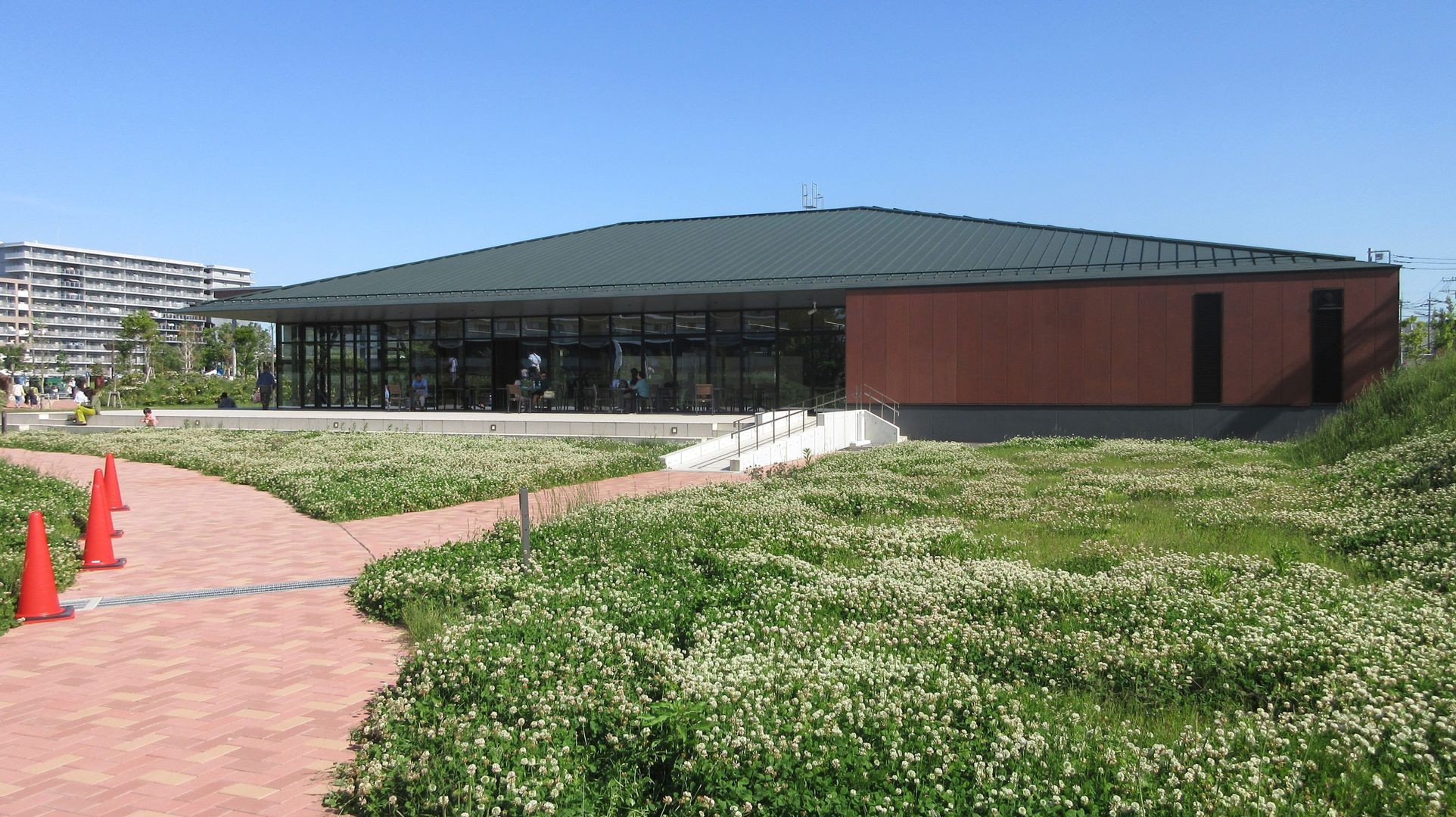
獨協大学コミュニティスクエア
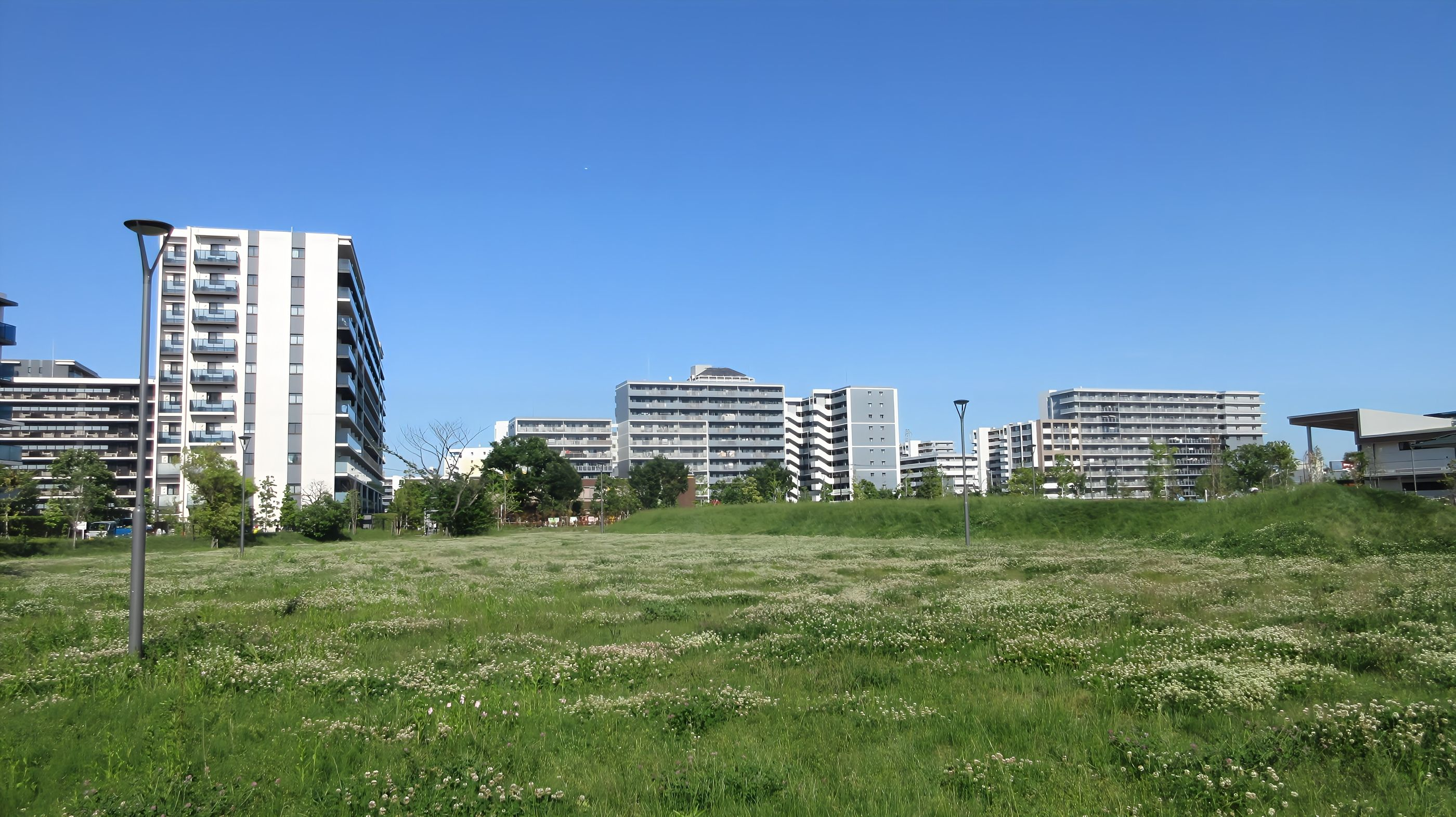
獨協大学コミュニティスクエア前の草原
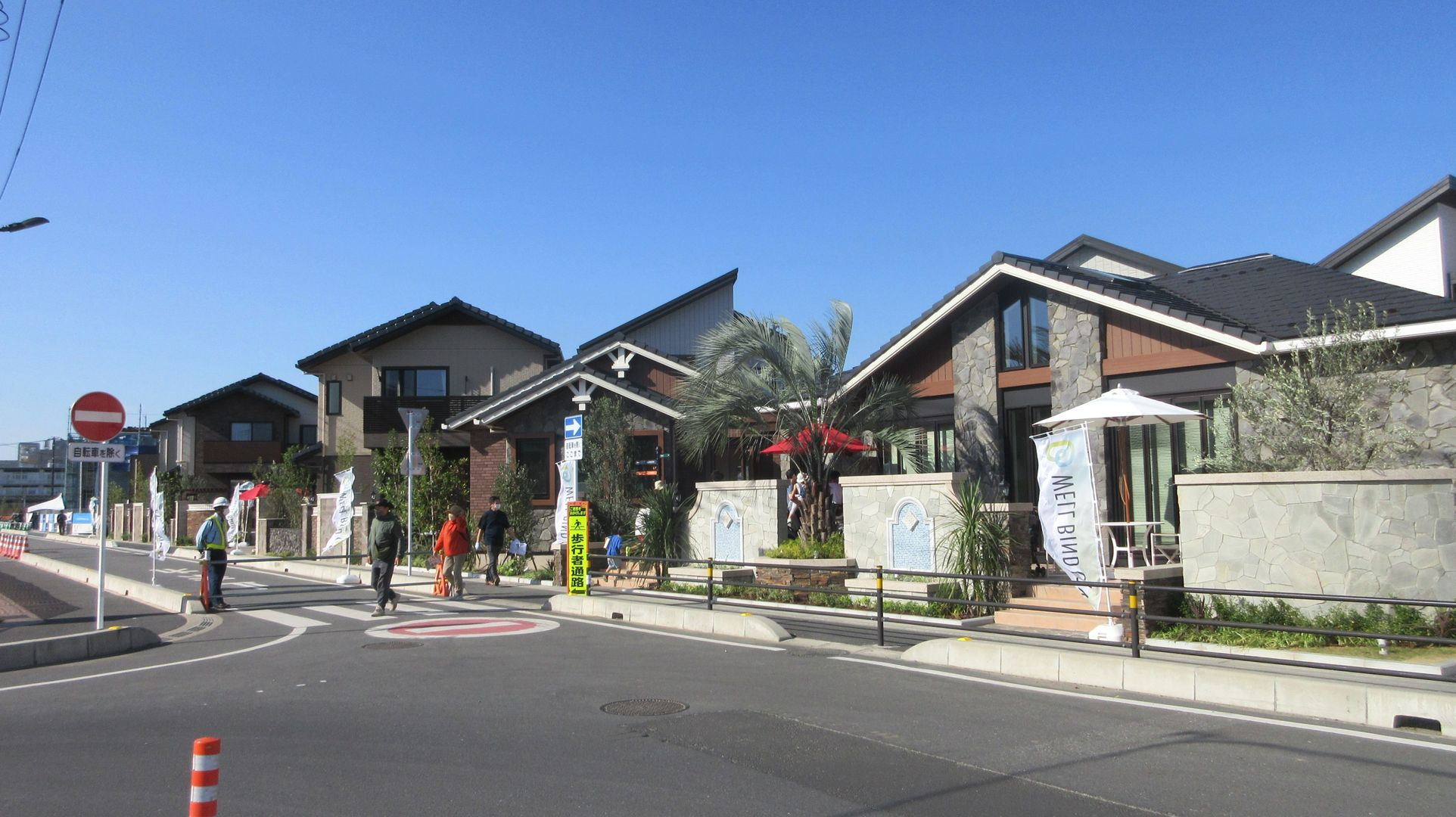
トヨタホームの戸建て住宅(手前がクラブハウス)
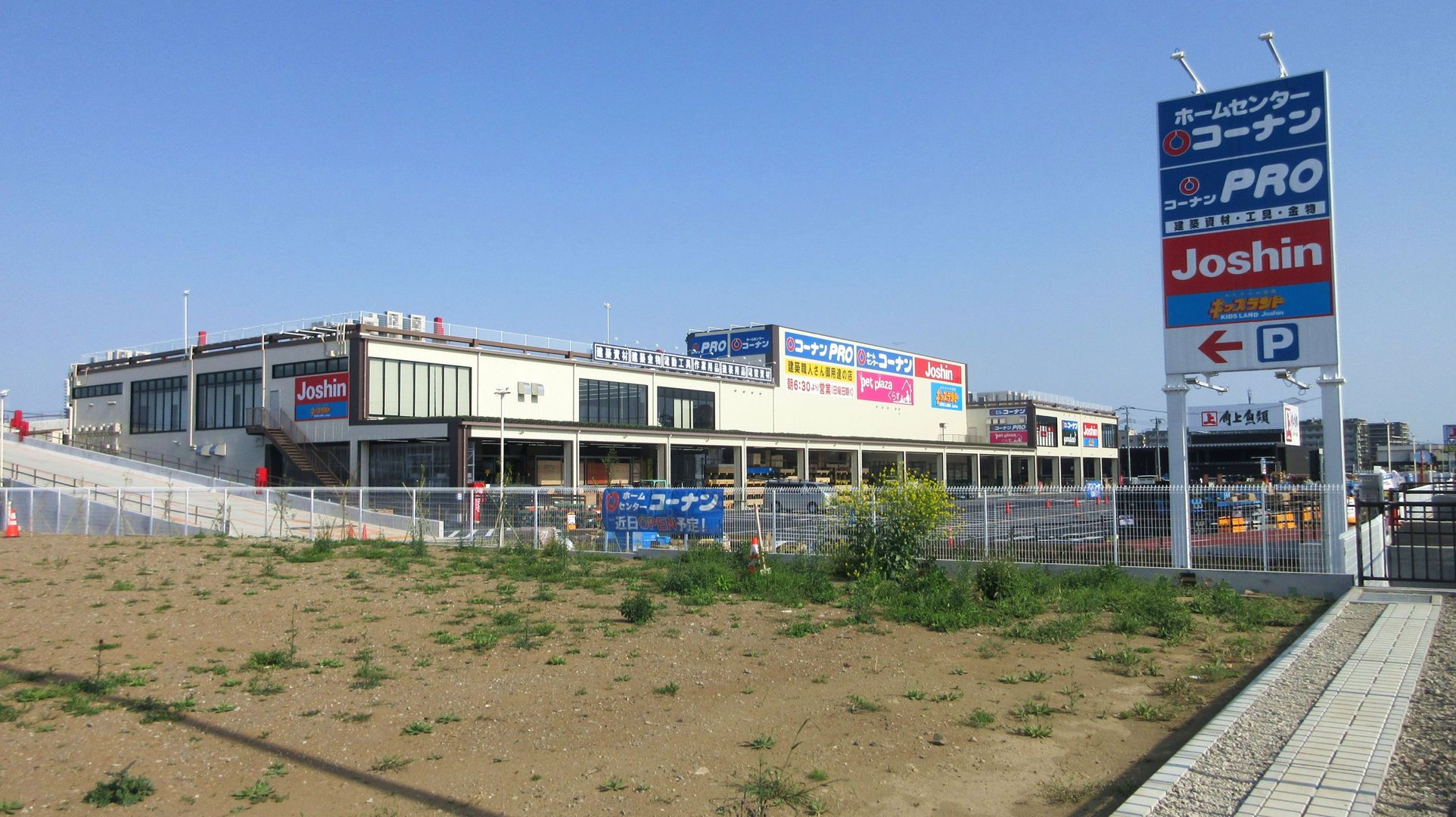
草加バイパス沿いのコーナン、ジョーシン、角上魚類

## 交通

### 鉄道
- 東武鉄道

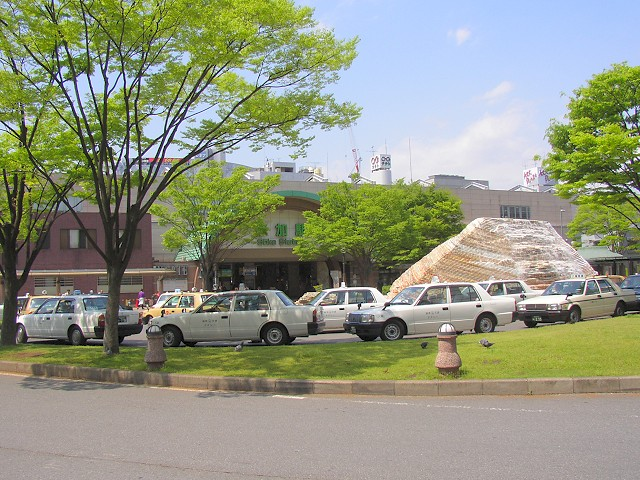
草加駅東口

  - 伊勢崎線（東武スカイツリーライン）：谷塚駅 - 草加駅 - 獨協大学前（草加松原）駅 - 新田駅

市域のほぼ中央を東武スカイツリーラインが南北に通る。JTBパブリッシングや交通新聞社の時刻表における市の代表駅は、市役所の最寄駅である草加駅となっている。市内で最も乗降人員が多い駅も草加駅であり、急行停車駅となっている。
市の南西部は日暮里・舎人ライナーの見沼代親水公園駅（東京都足立区）が、市の北東部はJR武蔵野線の越谷レイクタウン駅（越谷市）が、市の北西部は埼玉高速鉄道線戸塚安行駅（川口市）が最寄駅となる地域もある。

#### かつて通っていた鉄道
- 千住馬車鉄道 千住から粕壁（現在の春日部市粕壁三丁目最勝院付近）まで
- 草加馬車鉄道 千住から越ヶ谷大沢（現在の越谷市大沢）まで

### バス
- 草加市コミュニティバス
  - パリポリくんバス
- 路線バス

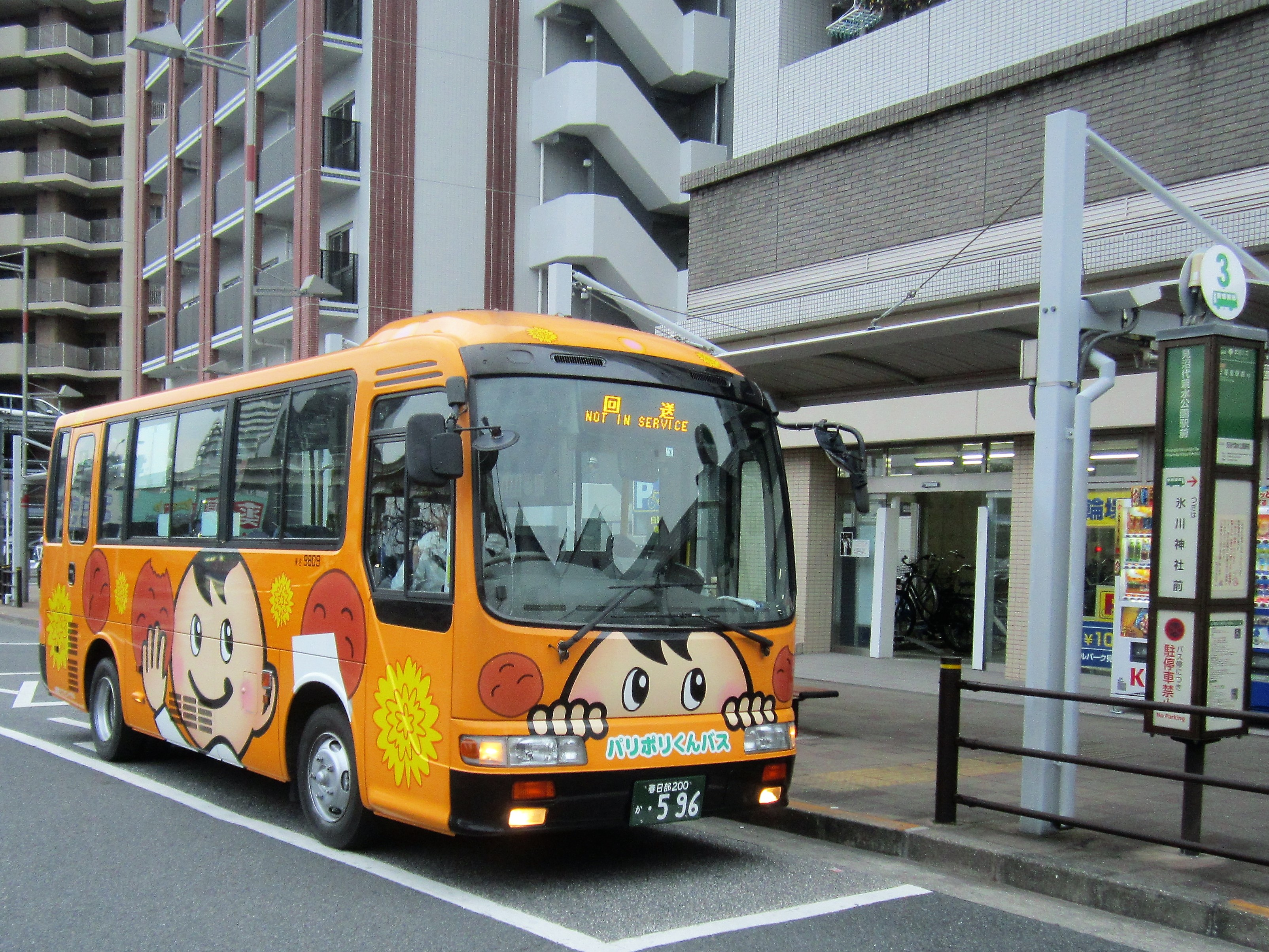
パリポリくんバスの車両
(東武バスセントラル)

  - 東武バスセントラル - 市内に草加営業事務所が設けられており、市内すべての駅にバス路線が発着する。
  - 国際興業バス - 市内を通るのは川口営業所の川11、川12、鳩06、草加14の4路線で、すべて草加駅西口を発着する。
  - 朝日自動車 - 市内を通るのは越谷営業所の路線。
- 深夜急行バス
  - 東武バスセントラル
    - ミッドナイトアロー春日部
- 高速バス
  - 東武バスセントラル・東京空港交通・千葉交通
    - 草加駅東口 - 成田空港（しらこばと号）

  - 東武バスセントラル・京浜急行バス
    - 草加駅東口 - 羽田空港

かつて市内の路線バスは東武バスが一手に引き受けていたが、東武バスの事業縮小に伴い2000年10月から市内北部を走行する一部の路線が朝日自動車に移管された。一方で、1990年9月から運行されている深夜急行バスは東武バスセントラルへの分社後も残存している。国際興業バスが運行する4路線のうち、3路線は東武バスセントラルとの共同運行である。
高速バスはかつて東北急行バスのスイート号、レインボー号が草加駅前に停車していた。

### タクシー
タクシーの営業区域は県南東部交通圏で、春日部市・越谷市・久喜市・八潮市などと同じエリアとなっている。

### 道路
高速道路
- 東京外環自動車道
  - 草加IC

- 東埼玉道路（事業中）
  - 蒲生柿木川戸線IC（仮称）

一般国道
- 国道4号（草加バイパス）
  - 東埼玉道路（一般部）

- 国道298号

県道
- 主要地方道
  - 埼玉県道29号草加流山線
  - 埼玉県道34号さいたま草加線
  - 埼玉県道49号足立越谷線
  - 埼玉県道54号松戸草加線
  - 埼玉県道58号台東川口線

- 一般県道
  - 埼玉県道102号平方東京線
  - 埼玉県道103号吉場安行東京線（一部区間を「安行街道」と呼ぶ場合がある）
  - 埼玉県道104号川口草加線
  - 埼玉県道115号越谷八潮線（草加産業道路）
  - 埼玉県道161号越谷川口線
  - 埼玉県道327号草加八潮三郷線
  - 埼玉県道328号金明町鳩ヶ谷線
  - 埼玉県道380号柿木町蒲生線
  - 埼玉県道401号谷塚停車場線
  - 埼玉県道402号草加停車場線
  - 埼玉県道403号獨協大学前停車場線

## 景観スポット
- 旧日光街道
  - 草加松原 - 国指定名勝
  - 草加宿
- そうか公園
- まつばら綾瀬川公園
- 松原団地記念公園
- 草加神社
- 東福寺（真言宗智山派）
- 「漸草庵 百代の過客」（ぜんそうあん はくたいのかかく）

- そうか公園の桜
- 草加神社参道脇・氷川中公園の機関車
- 草加宿 今様本陣
- 草加松原
- 甚左衛門堰
- 草加神社
- 東福寺山門（2018年1月撮影）

## 草加（市）の地名・名称を使っている作品
- 三代目のヨメ! - 草加市が舞台
- バクマン。 - 「谷草市」（越谷+草加）
- レーカン! - 草加市が舞台[14]

## 著名な出身者

### 政治・行政・経済
- 今井宏（元衆議院議員、元草加市長）
- 山川百合子（草加市長、元衆議院議員、元埼玉県議会議員）
- 田中和明（元草加市長）
- 浅井昌志（元草加市長）
- 山田昭典（元公正取引委員会事務総長、国民生活センター理事長）
- 岩瀬大輔（ライフネット生命保険代表取締役社長、新経済連盟理事）：育ちはロンドン及び佐倉市
- 谷古宇勘司（埼玉県議会第101代議長）

### 文化・学術・芸術・宗教
- 豊田三郎（小説家・森村桂の父親）
- 長嶋有（小説家）
- 6代目三遊亭圓雀（落語家）
- 当代三遊亭楽大（落語家）
- 麦倉忠彦（彫刻家、新制作協会会員）
- 會田勝美（東京大学農学部長、日本学術振興会監事、草加市教育委員会委員）
- 藤森健太郎（歴史学者、群馬大学准教授）
- 宮本忠雄（自治医科大学精神医学初代教授）
- 菊地直子（オウム真理教信徒）

### メディア
- 野口敦史（元日本テレビアナウンサー）
- 矢内環（アナウンサー）
- 林弘典（関西テレビアナウンサー）
- 井田香菜子（NHKアナウンサー）

### スポーツ選手
- 神野卓哉（元横浜マリノスFW、元サッカー日本代表）
- 雪江悠人（福島ユナイテッドFCFW）
- 小林宏之（元埼玉西武ライオンズ投手、元野球日本代表）
- 増渕竜義（元北海道日本ハムファイターズ投手）
- 古川祐樹（元読売ジャイアンツ投手）
- 永井敦士（元広島東洋カープ外野手）
- 並木秀尊（東京ヤクルトスワローズ外野手）
- 谷山莉奈（元埼玉アストライア投手）
- 勝又英樹（元プロバスケットボール選手：生まれは宮城県
- 鹿野洵生（バスケットボール選手・信州ブレイブウォリアーズ所属）
- 初代 柏戸宗五郎（江戸時代の力士）
- 牛若丸悟嘉（元大相撲力士）
- コウジ有沢（元プロボクサー）
- カズ有沢（元プロボクサー）
- 三瓶数馬（プロボクサー）
- 波田大和（プロボクサー）
- KENTA（プロレスラー）
- 橋本和樹（大日本プロレス）
- 弓李（女子プロレスラー、アイスリボン）
- 稲田法子（元競泳選手、バルセロナ・シドニー・アテネオリンピック出場）
- 加藤凌平（体操選手、ロンドンオリピック出場）
- 宇野弥生（競艇選手）

### 芸能
- 奥村愛子（歌手）
- 菊池麻衣子（女優）
- 立川俊之（大事MANブラザーズオーケストラボーカル）
- 中島はるみ（女優）
- ヘンリー大川（俳優）
- 本名陽子（声優）
- 百千糸（タレント、元宝塚歌劇団宙組娘役）
- 森尾由美（女優）
- 山口達也（元TOKIO）
- きょん（お笑い芸人、コットンのメンバー)
- 寒空はだか（ピン芸人）
- 寺田寛明（ピン芸人）
- 高橋紫微（フルート奏者）
- Yoshihiro Nozaki（My Material Seasonドラマー・ピアニスト）
- 矢柴俊博（俳優）
- 志田音々（グラビアアイドル、女優）
- 志田こはく（女優）
- 信川清順（女優）
- 催眠先生Dai（催眠術師）

## ゆかりある人物
- 青島健太（スポーツキャスター、元慶應義塾大学・東芝・ヤクルトスワローズ内野手）：6歳から高校卒業まで市内在住※生まれは新潟市中央区
- 内村航平（体操選手、ロンドンオリンピック金メダリスト）：市内在住
- 加奈山径（小説家）：一時期居住していた
- 金田龍之介（俳優）：市内の病院で長逝
- 香納諒一（小説家）：一時期居住していた
- 飯田高子（バレーボール選手）：市内在住、草加市バレーボール連盟副会長
- 後藤明生（小説家）：一時期居住していた
- 近藤経一（小説家、劇作家、ゴルフ評論家）：長逝まで居住※生まれは東京都
- 曽我廼家鶴蝶（女優、曾我廼家五郎最後の弟子）：長逝まで居住※生まれは大阪府
- 滝原章助（画家）：市内在住
- 武田幸三（キックボクサー、俳優）：市内在住
- 田中佑典（体操選手、ロンドンオリンピック出場）：市内在住
- 田丸美寿々（ニュースキャスター）：一時期居住していた
- 第二十九代 式守伊之助（立行司）：長逝まで居住※生まれは和歌山県
- 初代 林家三平（落語家、落語協会理事）：谷塚に別宅を保有していた
- 穂村弘（歌人、批評家）：市内に在住していた
- 松村彦次郎（俳優）：長逝まで居住※生まれは東京都
- 水巻善典（プロゴルファー）：育ち、実家が草加市
- 峰竜太（タレント）：一時期、初代林家三平の谷塚の別宅に居住していた
- 山室光史（体操選手、ロンドンオリンピック出場）：市内在住